# Константиновка (Казань)
Константиновка (тат. Константиновка, Канстантин) — бывшая деревня, затем село, в настоящее время — посёлок (жилой массив) с малоэтажной застройкой в составе Казани.

## Расположение

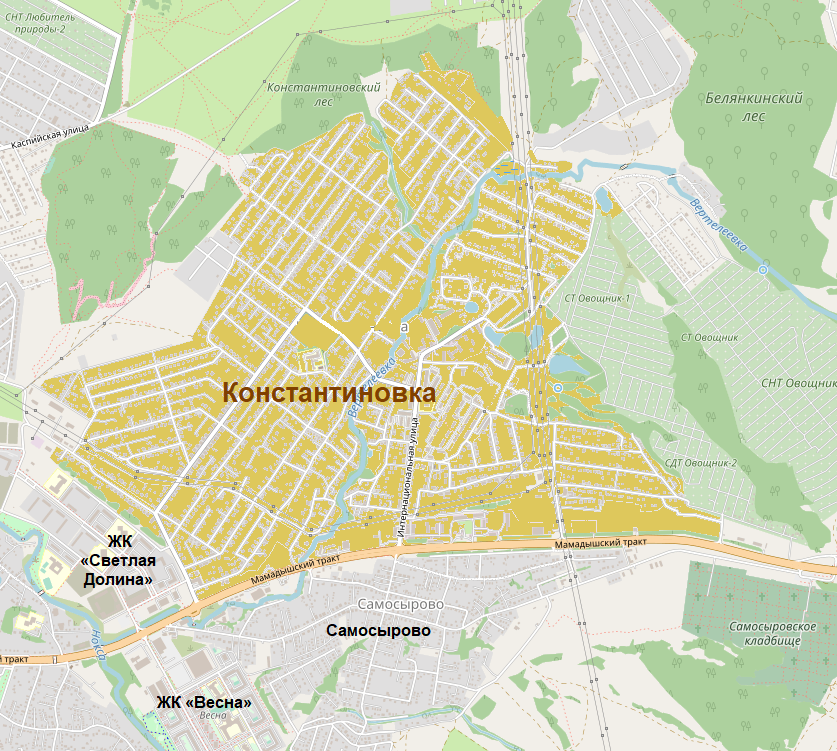
Карта посёлка Константиновка

Посёлок (жилой массив) Константиновка находится в восточной части Казани, на территории Советского района города, к северу от Мамадышского тракта. 
Мамадышский тракт обозначает южную границу посёлка. С юго-западной и западной сторон Константиновка ограничена высотной застройкой жилых комплексов «Светлая Долина» и «Лето». С северо-западной и северной сторон к посёлку примыкают малоэтажная жилая застройка «Университетского городка КФУ» и строящегося жилого массива «Семейный», а также полоса лесных массивов, в том числе Константиновский лес. С восточной стороны к Константиновке примыкают коттеджный посёлок «Радужный» и территория садоводческих товариществ «Овощник—1» и «Овощник—2».
Через Константиновку с севера на юг протекает речка (фактически ручей) Вертелевка, являющаяся правым притоком реки Нокса. На её правом берегу расположена историческая часть посёлка — район улиц Школьной, Советской и Константиновского кладбища, которое в 1980-е годы было окраиной тогда ещё села. Также на территории посёлка (жилого массива) Константиновка находится несколько небольших безымянных озёр.    
Через восточную часть Константиновки с севера на юг проходит высоковольтная линия электропередачи, имеющая ответвление в западную часть посёлка и далее за его пределы; они образуют широкие полосы незастроенной территории.

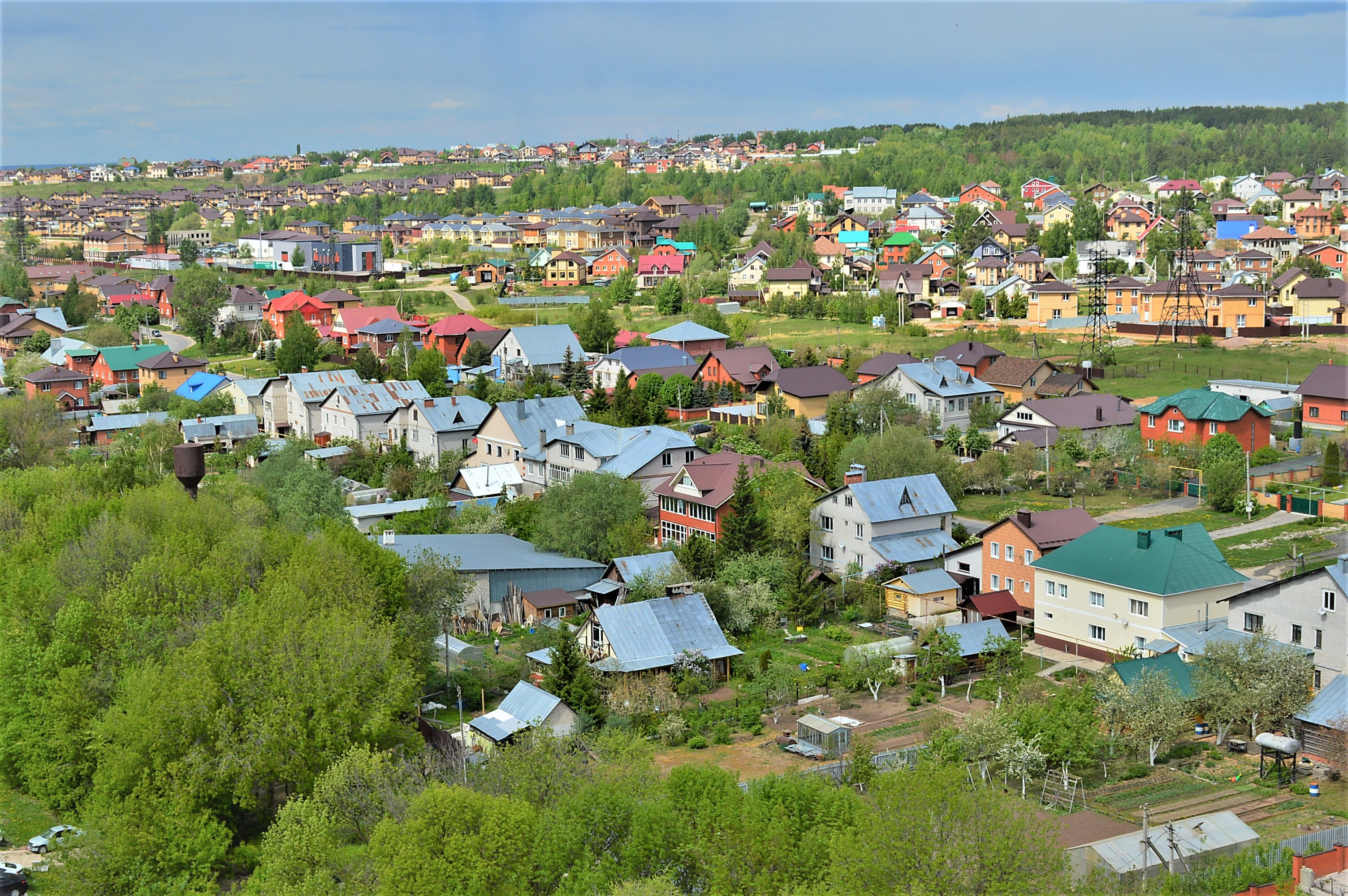
Вид на западную часть Константиновки
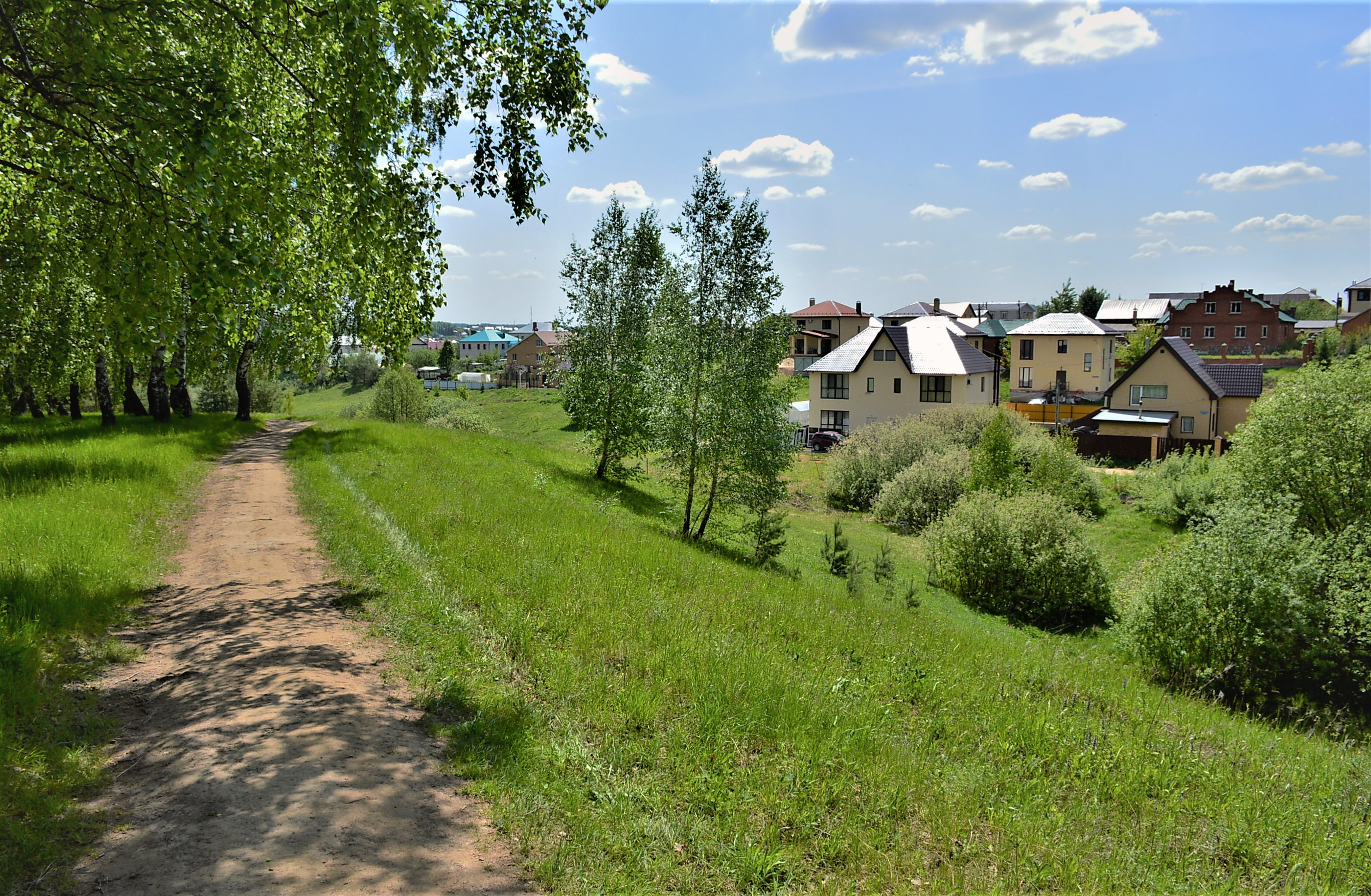
Северная окраина Константиновки
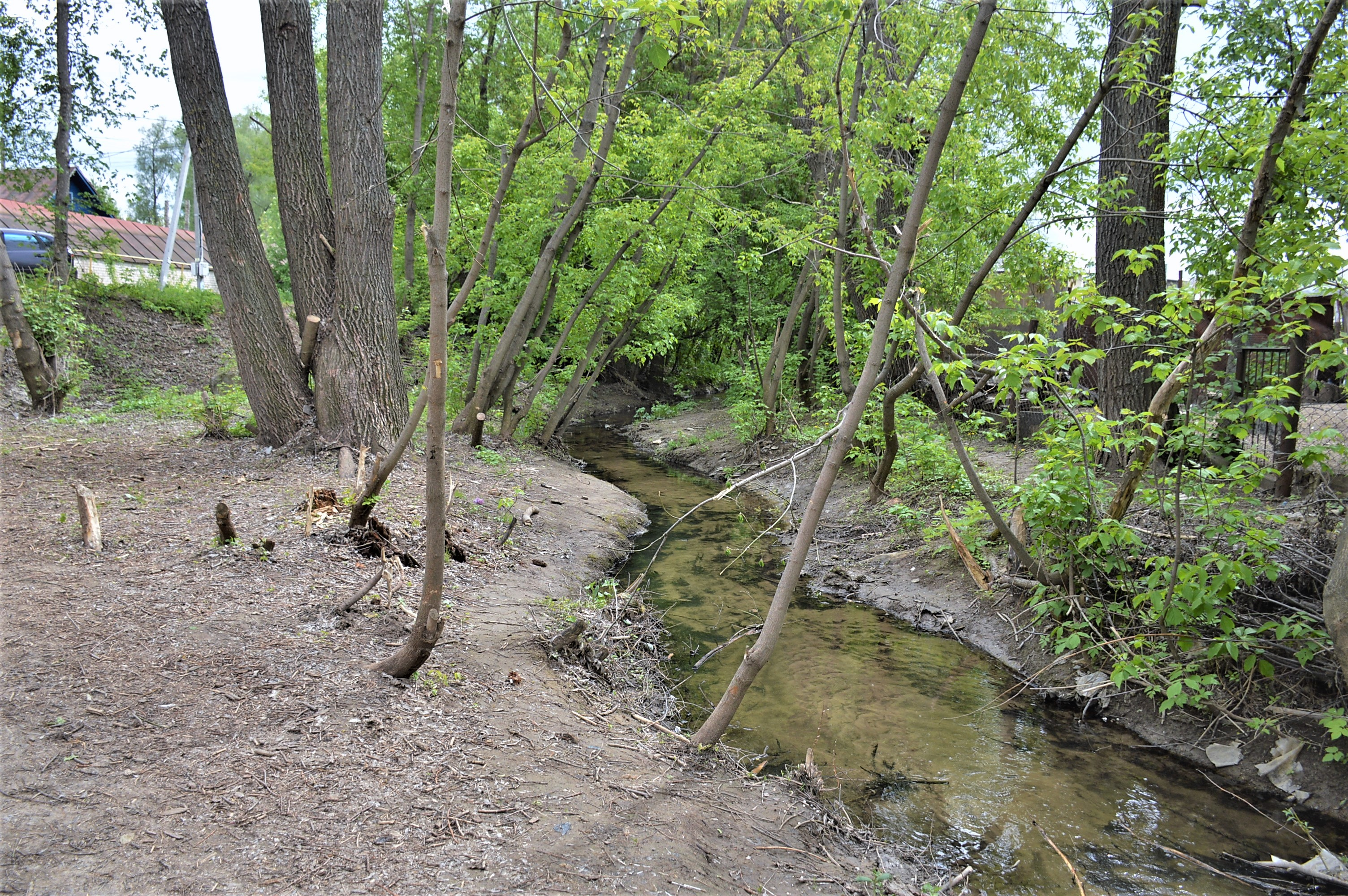
Речка Вертелевка делит Константиновку на две части
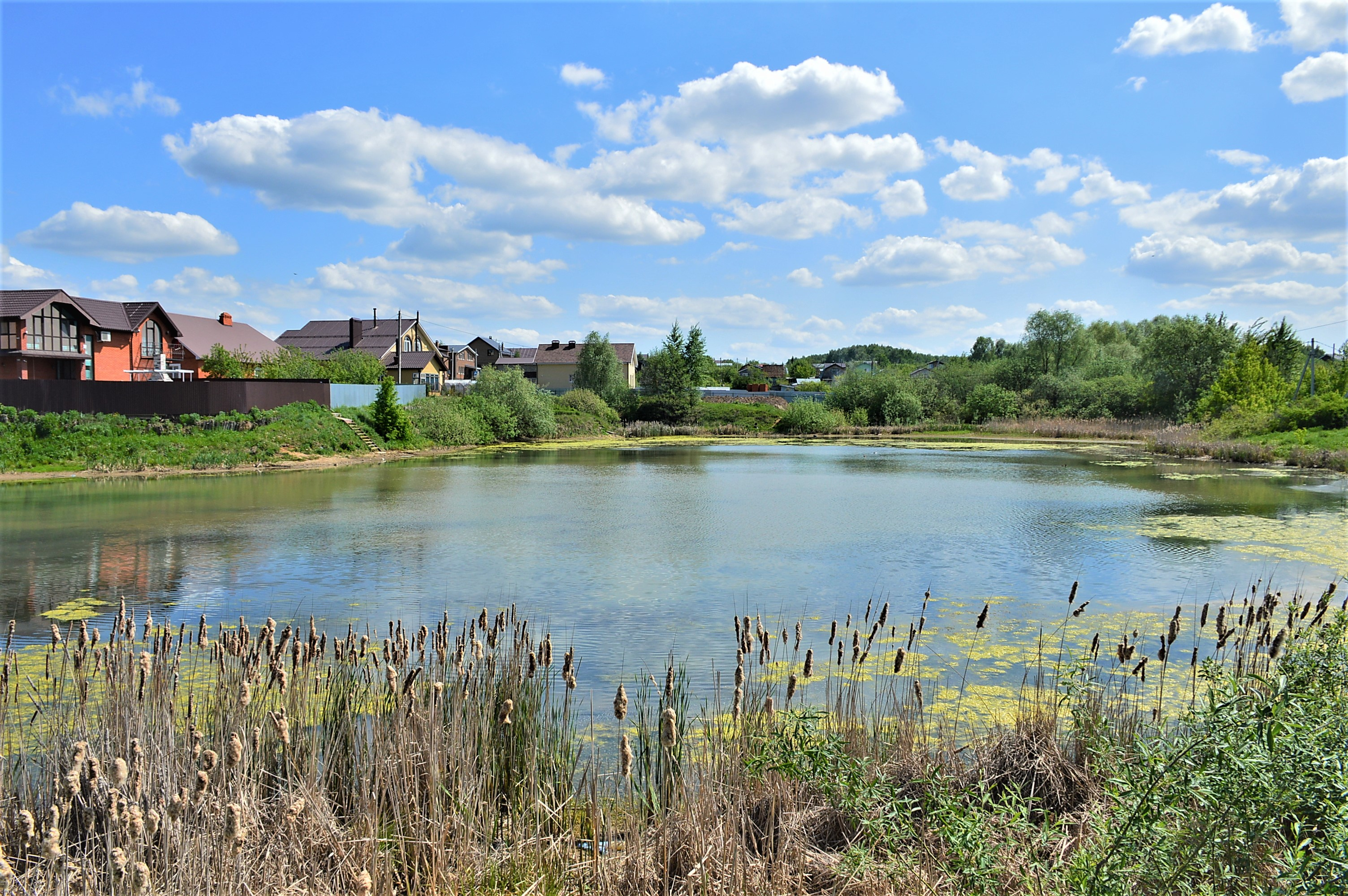
Безымянное озеро на северной окраине Константиновки
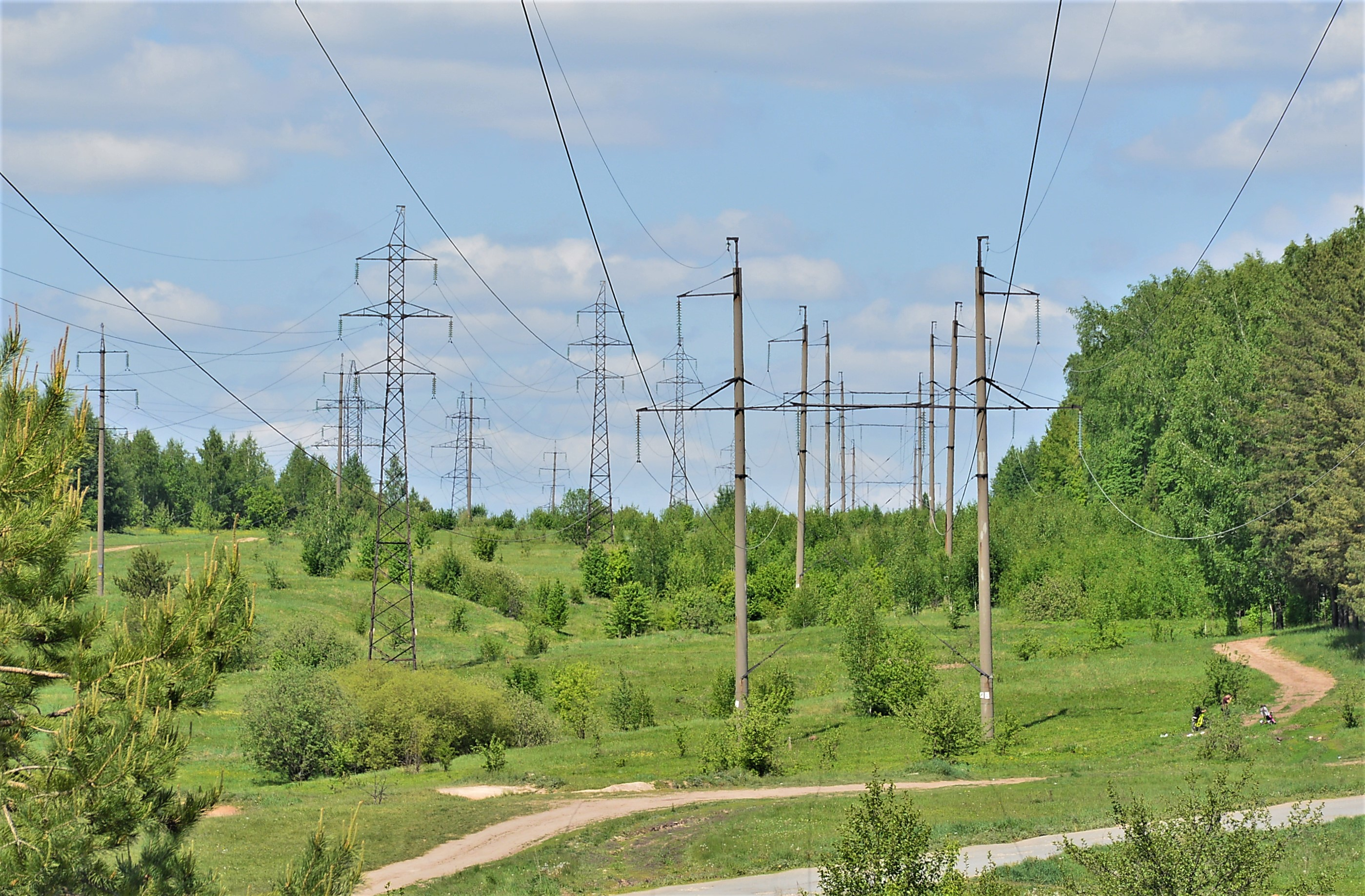
Линии электропередачи, проходящие через Константиновку в северном направлении

## Население
| Год  | Общая численность | Численность мужчин | Численность женщин |
| ---- | ----------------- | ------------------ | ------------------ |
| 1646 | 61                | —                  | —                  |
| 1781 | —                 | 175                | —                  |
| 1815 | 214               | —                  | —                  |
| 1859 | 771               | 352                | 419                |
| 1885 | 777               | 383                | 394                |
| 1897 | 871               | —                  | —                  |
| 1904 | 905               | —                  | —                  |
| 1907 | 942               | —                  | —                  |
| 1920 | 962               | —                  | —                  |
| 1949 | 732               | —                  | —                  |
| 1958 | 765               | —                  | —                  |
| 1970 | 846               | —                  | —                  |
| 1989 | 2198              | —                  | —                  |
| 1992 | 2353              | —                  | —                  |
| 2002 | 2806              | —                  | —                  |

Исторически Константиновка являлась русской деревней (селом). По состоянию на 1992 год доля русских среди жителей села составляла 61%, доля татар — 35%; по состоянию на 2002 год: русские — 51%, татары — 45%.

## Административно-территориальная принадлежность
До 1920 года деревня Константиновка входила в состав Воскресенской волости Казанского уезда Казанской губернии. В 1920—1927 годах теперь уже село Константиновка входило в состав Воскресенской волости Арского кантона Татарской АССР.
В 1927—1938 годах Константиновка находилась в составе Казанского района, в 1938—1959 годах — в Столбищенском районе, в 1959—1963 годах — в Высокогорском районе, в 1963—1965 годах — в Пестречинском районе; в 1965 году это село вновь было включено в состав Высокогорского района, где и находилось до 1 января 2008 года.
С 27 марта 1918 года до 1 января 2008 года село Константиновка являлось центром одноимённого сельсовета (с 1990-х годов — Константиновского совета местного самоуправления, с 2005 года — Константиновского сельского поселения), в состав которого с течением времени входило разное количество поселений. По состоянию на 1930 год территория данного сельсовета ограничивалась только Константиновкой. В 1932 году в состав Константиновского сельсовета также была включена соседняя деревня Самосырово. В 1959 году Константиновский сельсовет был укрупнён путём присоединения к нему двух соседних сельсоветов – Малоклыковского и Чебаксинского, в результате чего в его составе стало семь населённых пунктов: село Константиновка (центр сельсовета), сёла Большие Клыки, Малые Клыки, Чебакса, а также деревни Белянкино, Вознесенское и Самосырово. В таком составе Константиновский сельсовет (с 1990-х годов — Константиновский совет местного самоуправления) оставался на протяжении 39 лет. В 1998 году Большие Клыки, Малые Клыки, Вознесенское были включены в городскую черту Казани. В результате в составе Константиновского СМС осталось четыре населённых пункта — Константиновка, Чебакса, Белянкино и Самосырово. В 2005 году Константиновский совет местного самоуправления был преобразован в Константиновское сельское поселение Высокогорского муниципального района с административным центром в селе Константиновка.  
1 января 2008 года Константиновка и другие населённые пункты Константиновского сельского поселения были включены в состав Казани, став частью Советского района города.

## История
Деревня Константиновка основана в начале XVII века по левой стороне (в направлении от Казани) Зюрейского торгового тракта на речке Дюртюлевке (в официальных материалах 1859 года эта речка — правый приток реки Нокса — называется Вертлявкой; её нынешнее название — Вертелевка). В межевой выписи М. Баракову 1686 года Константиновка упоминается как дворцовая деревня, которая на протяжении XVII — начала XX веков входила в церковный приход села Царицыно. 
В 1815 году в деревне насчитывалось 45 дворов, в 1859 году — 128 дворов. В 1873 году Константиновка пережила пожар, в результате которого сгорело 39 дворов с надворными постройками, так что по состоянию на 1885 год в ней насчитывалось 126 дворов. Впрочем, население деревни росло и к 1904 году количество дворов в Константиновке увеличилось до 151. 
По состоянию на 1885 год жителям Константиновского сельского общества принадлежал земельный надел площадью 1499,5 десятин. Многие жители деревни также занимались различными промыслами: огородничеством, пчеловодством, кузнечным, маслобойным, воскобойным, мукомольным промыслами. Кроме того, 20 жителей Константиновки (по состоянию на 1885 год) занимались мощением улиц, вероятно, в Казани, куда для этих целей доставлялся бутовый камень, добываемый около села Царицыно и деревни Аки.    
В 1885 году в Константиновке открылась земская школа, в которой совместно обучалось до 60 детей; до этого времени несколько детей из этой деревни обучались в церковно-приходской школе села Царицыно.  
В 1913 году жители Константиновки приняли решение построить собственную церковь Николая Чудотворца, которая была освящена в феврале 1918 года. После этого деревня обрела статус села. Здание церкви не было новым, это был старый домовой храм Кизической духовной школы, который на собственные средства выкупил крестьянин Алексей Фёдорович Булыгин. Это был авторитетный в Константиновке человек, имевший в селе собственное свечное производство. После революции 1917 года, в годы НЭП А. Ф. Булыгин вместе со своим братом Ильёй продолжил заниматься производством свечей, благодаря чему заслужил репутацию кулака, став героем одной из критических публикаций газеты «Красная Татария».

Подгороднее село Константиновка селение, можно сказать, «историческое». Редкий праздник обходится здесь без «истории». Не удивительно, Константиновка — самогонная фабрика. До сих пор кулаки константиновские в бога шибко веруют и о восстановлении старого режима усердно ему молятся. Горят перед иконами свечи воску белого, приносящие всё новые барыши Алексею и Илье Булыгиным. 
До революции Алексей чуть не миллион имел на текущем счету. Был одним из тузов свечного дела. Все церковные старосты в округе знали, что у Булыгина свечи делаются, покупая пуд свечей в епархиальном свечном заводе, что было для них обязательным, три пуда тайно покупали у Булыгина. Дешевле! 

Но пришла революция. Рушился былой почёт и уважение. Появились на свет «антихристовы слуги» — фининспектора. Булыгины ушли в «подполье»...
— Красная Татария
О дальнейшей судьбе А. Ф. Булыгина неизвестно. В то же время, в Книге памяти Республики Татарстан, посвящённой жертвам политических репрессий, упоминается Булыгина Александра Фёдоровна, 1901 года рождения, уроженка села Константиновка Высокогорского района, арестованная и осуждённая в 1932 году по обвинению в антиколхозной и религиозной агитации; вероятно, она являлась сестрой А. Ф. Булыгина.  
В 1930-е годы в Константиновке был организован колхоз, который в 1950-е годы назывался «Путь Ильича». В 1959 году в связи с укрупнением Константиновского сельсовета произошло объединение трёх колхозов — «Путь Ильича» (правление в селе Константиновка), «Память Ленина» (правление в селе Малые Клыки) и «имени Беркутова» (правление в селе Чебакса). В результате возник большой колхоз «имени Беркутова», правление которого разместилось в деревне Самосырово. Позже данный колхоз был преобразован в совхоз «Беркутовский», центральная усадьба которого сначала находилась в селе Малые Клыки, но затем переместилась в село Константиновка, где и находилась до преобразований 1990-х годов. 

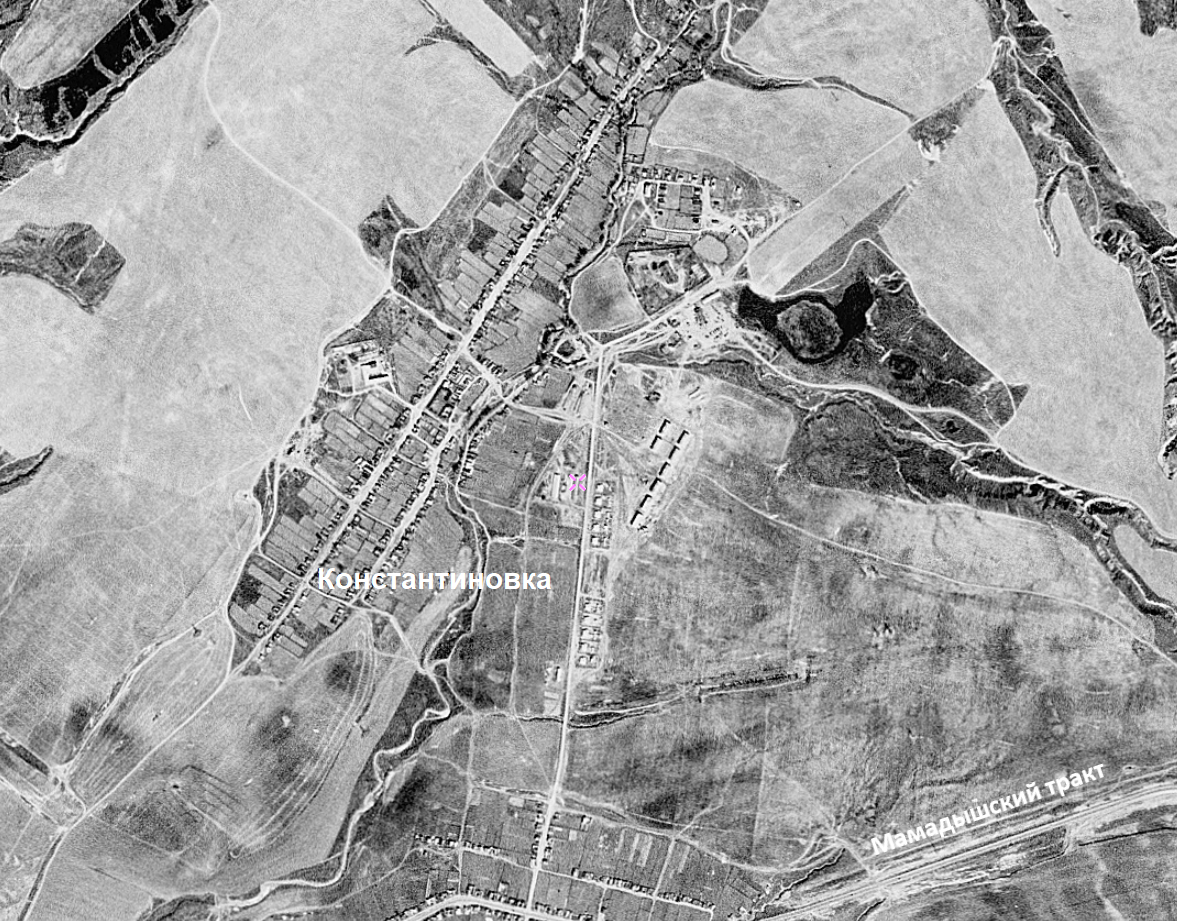
Село Константиновка на снимке с американского спутника, 1972 год

В 1960-е годы село Константиновка начинает постепенно расширяться. За речкой Вертелевкой, вдоль дороги к селу Самосырово (нынешняя улица Интернациональная) на средства одной из Передвижных механизированных колонн (ПМК) было построено 10 одноэтажных двухквартирных домов для сотрудников данной организации. Недалеко от них в конце 1960-х — 1970-е годы было построено более 10 двухэтажных многоквартирных домов-«хрущёвок», а в 1980-е годы — начале 1990-х годов — ещё несколько трёхэтажных многоквартирных домов улучшенной планировки (в настоящее время все эти дома имеют адресацию по улице Интернациональной). В эти же годы здесь также появился ряд объектов производственного назначения. Благодаря этой застройке стала формироваться заречная часть Константиновки, которая в настоящее время является центром посёлка (жилого массива). 
В 1990-е годы процесс малоэтажной жилой застройки прилегающих к Константиновке земель (они в основном использовались как земли сельскохозяйственного назначения) значительно ускорился. Ещё в конце 1980-х годов стали появляться первые такие дома в районе нынешней улицы Мира и Школьного переулка, а в 1990-е и 2000-е годы эта территория (улицы Строителей, Тукаевская, Татарстан, Полевая) в основном была застроена. Вскоре начинается застройка участков между улицами Интернациональной и Заречной. 
Параллельно с этим в 1990-е годы начинается постепенная застройка малоэтажными жилыми домами земель, расположенных к западу от Константиновки (район нынешних улиц Центральной, Беркутова, Казанской, Привольной и др.). В 1998 году эта территория была включена в городскую черту Казани и административно подчинена Клыковскому совету местного самоуправления. Позже здесь возникли посёлки индивидуального жилищного строительства: ИЖС Ассоциации «Агроинвестор» (в него вошла бо́льшая часть указанной территории), ИЖС Союза ветеранов Афганистана (район улиц Лесной, Привольной), ИЖС Концерна «Татплодоовощ» (район улиц Беловежской, Белозёрской, Белокаменной, Малахитовой и др.). Некоторые участки в рамках этой территории были переданы под жилую застройку другим предприятиям Казани; например, в районе улицы Беркутова с 1990-х годов строили дома сотрудники компании «Нэфис». Поскольку данная территория вошла в состав Казани на 10 лет раньше села Константиновка, её неофициально стали называть казанской Константиновкой.         
1 января 2008 года село Константиновка вошло в состав Казани, став городским посёлком (жилым массивом). К этому времени здесь началось строительство многоквартирных домов средней этажности, как правило, 4—5 этажей. В течение нескольких лет по улице Интернациональной было построено несколько таких домов, в том числе состоящий из трёх пятиэтажных корпусов жилой комплекс «Рябиновый» (2015—2017). 
С вхождением в состав Казани территория посёлка (жилого массива) Константиновка значительно увеличилась, так как стала включать в себя не только бывшее село, но и районы малоэтажной застройки к западу от него, вошедшие в состав города ещё в 1998 году. Однако при создании Территориального общественного самоуправления (ТОС) «Константиновка» в его границах в основном оказалась восточная (заречная) часть посёлка с включением только части исторической территории села. Согласно утверждённым в 2020 году границам ТОС «Константиновка», его западная граница проходит по улице Советской; при этом в состав указанного ТОС также включена территория коттеджного посёлка Радужный, находящегося к северо-востоку от непосредственной территории посёлка (жилого массива) Константиновка.   

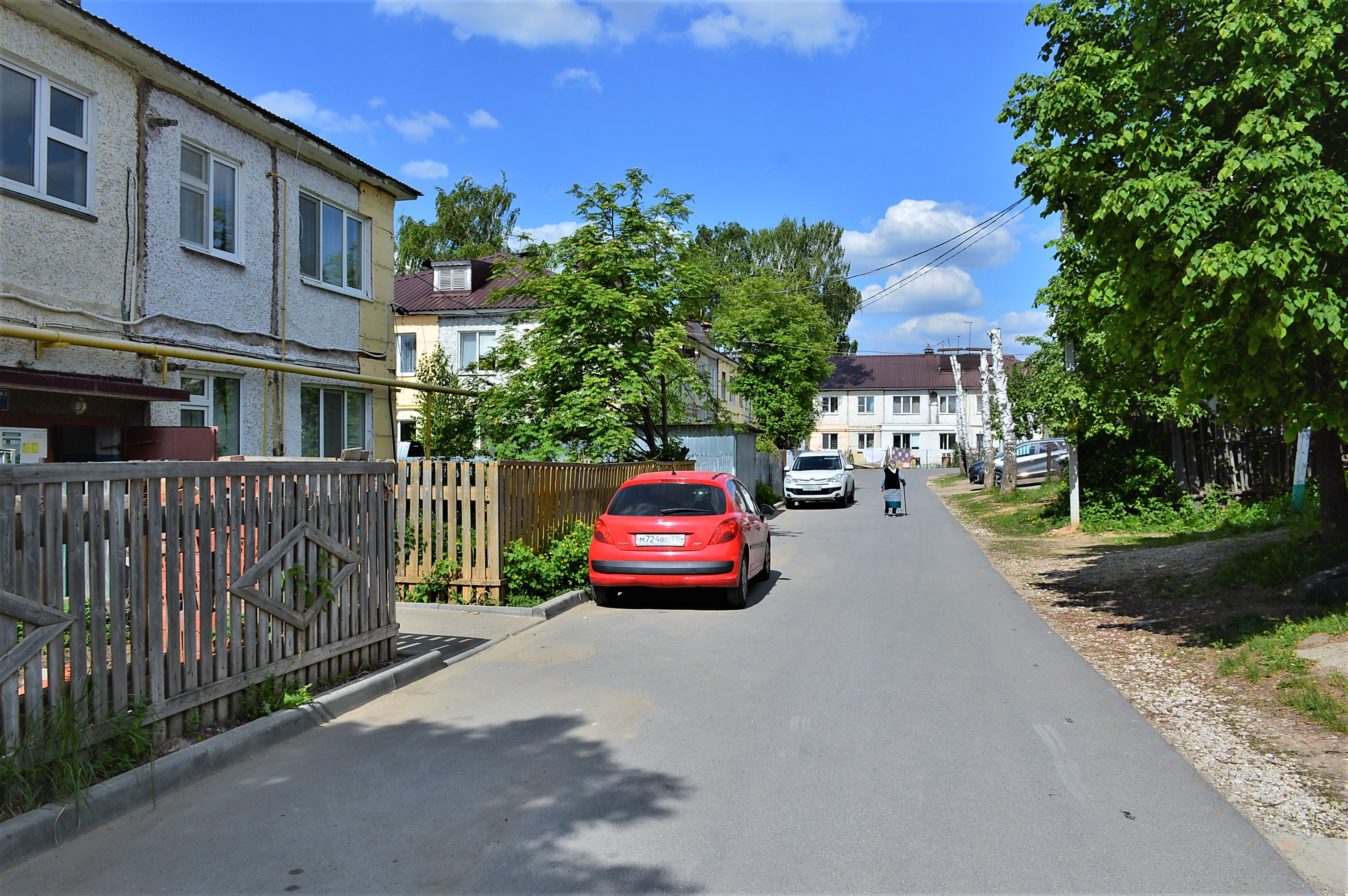
Двухэтажные «хрущёвки» 1970-х годов постройки
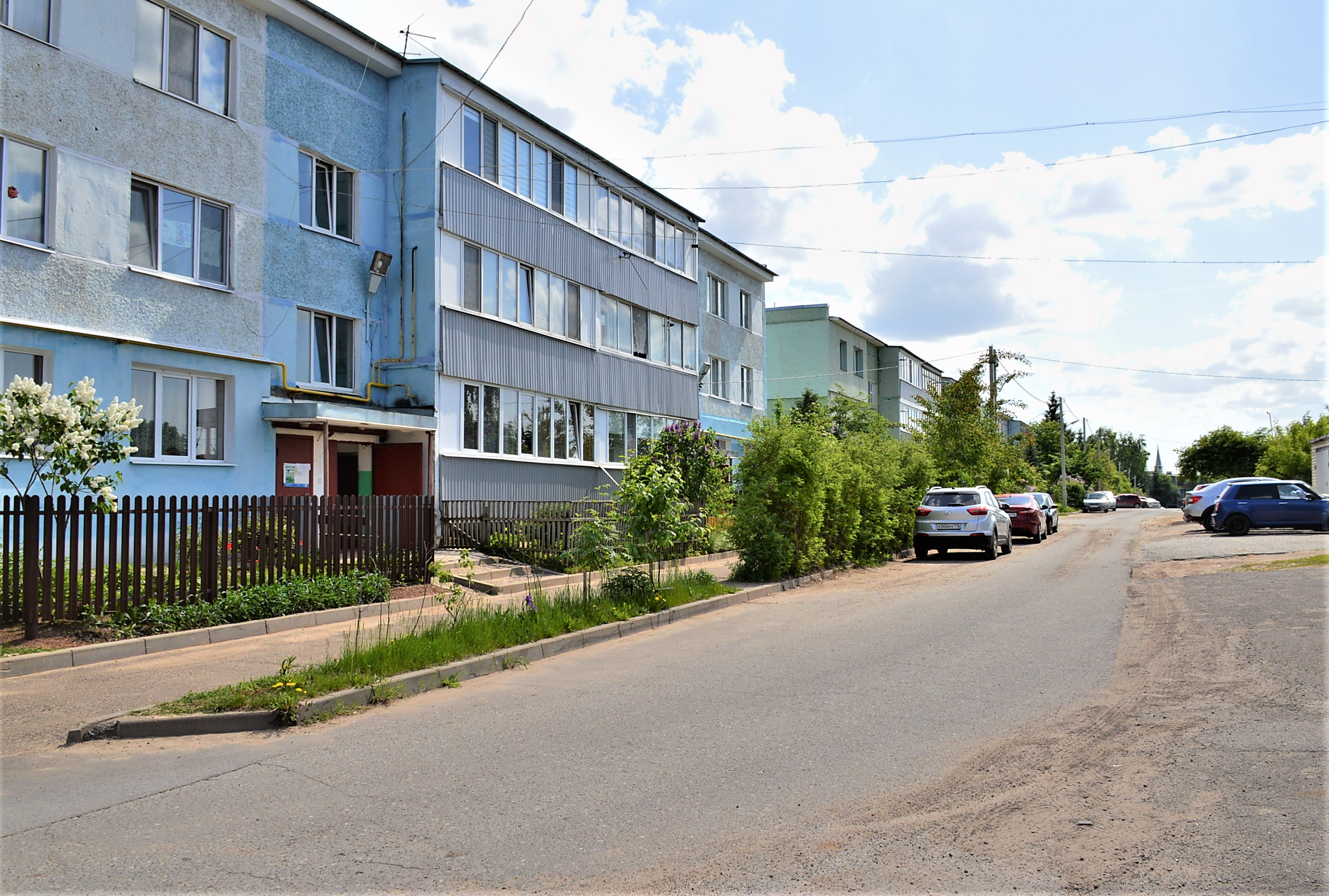
Трёхэтажные многоквартирные дома 1980-х годов постройки
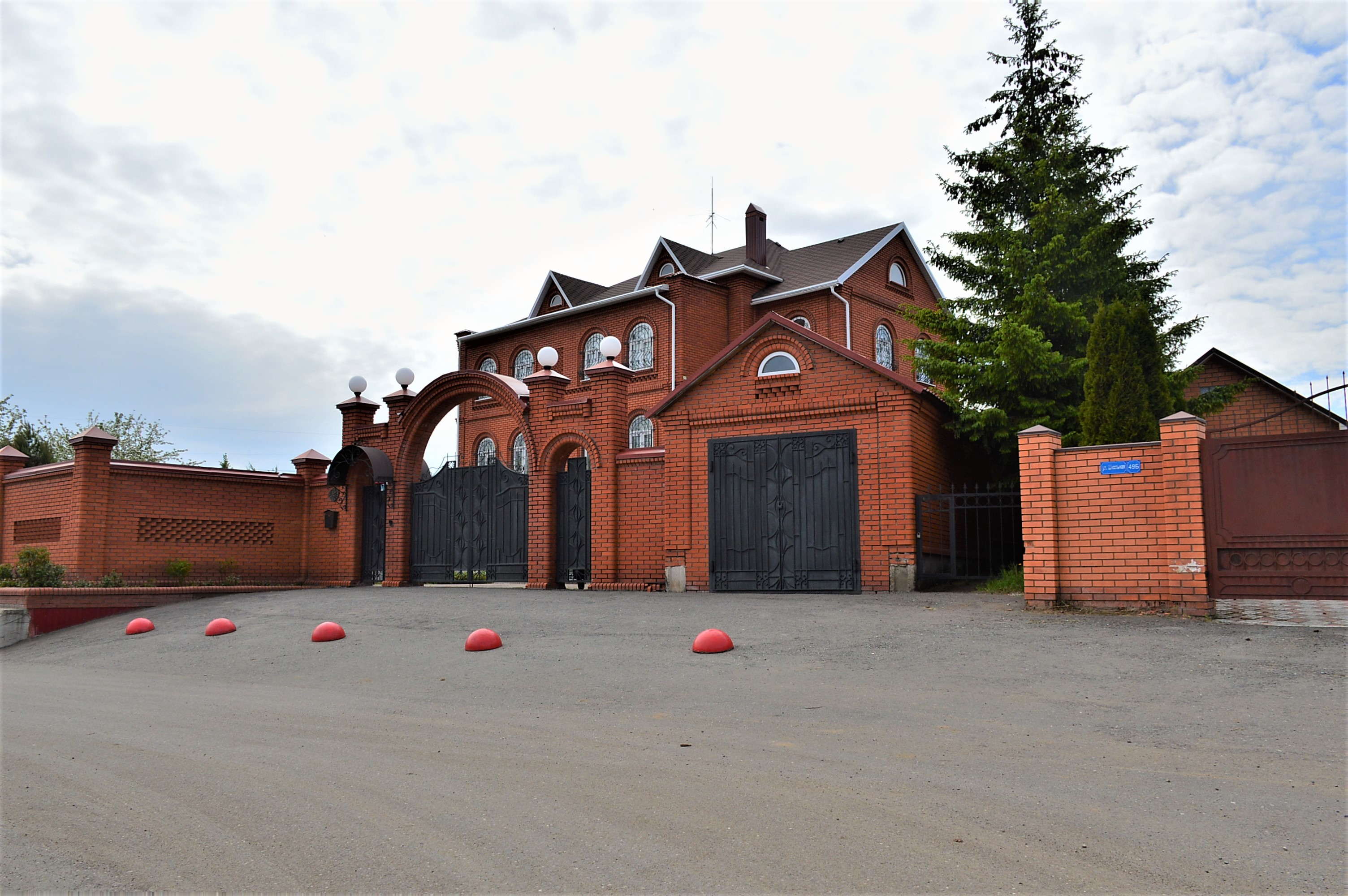
Жилой дом: ул. Школьная, 49Б
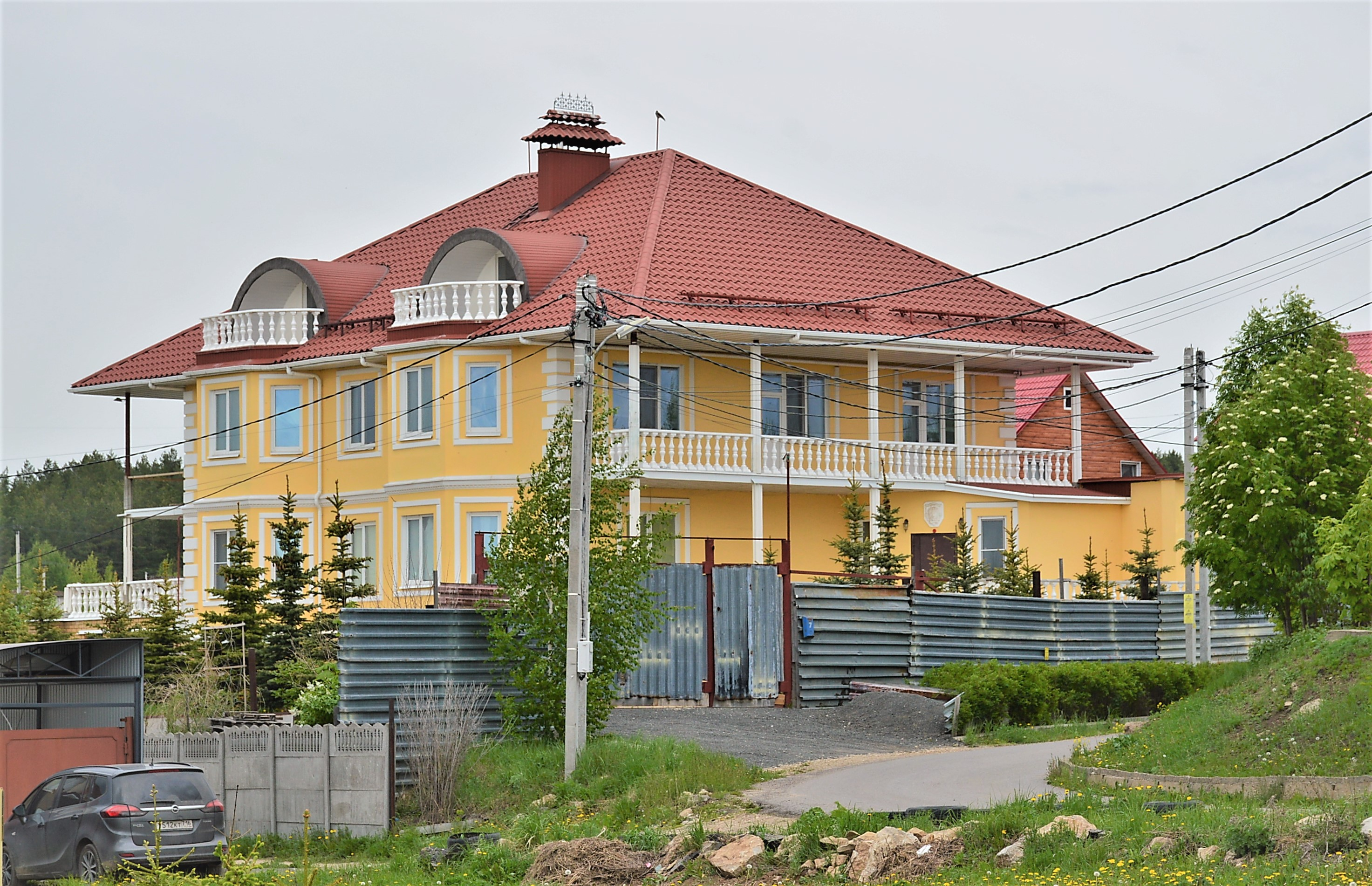
Жилой дом: ул. Казанская, 7
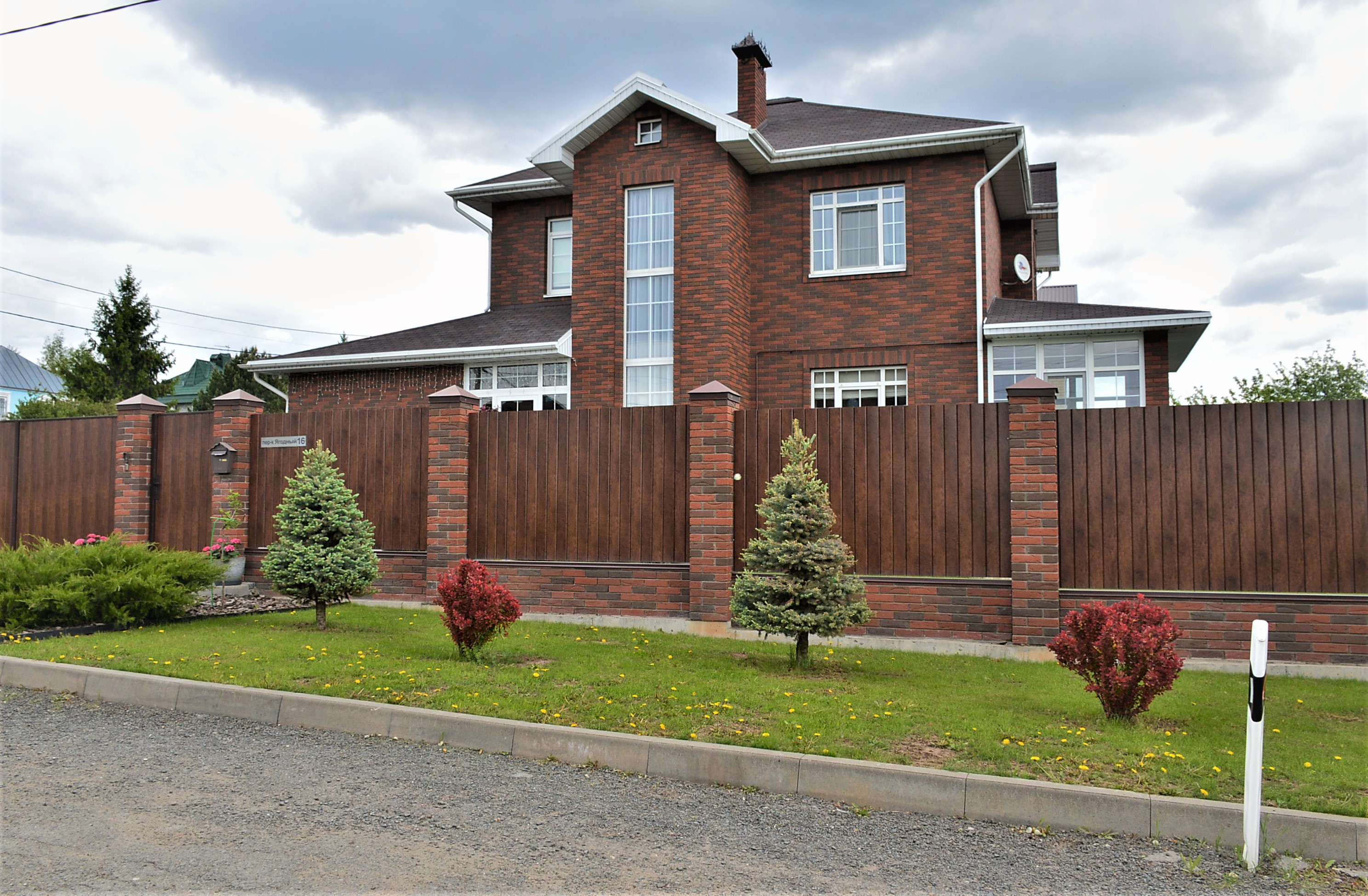
Жилой дом: переулок Ягодный, 16
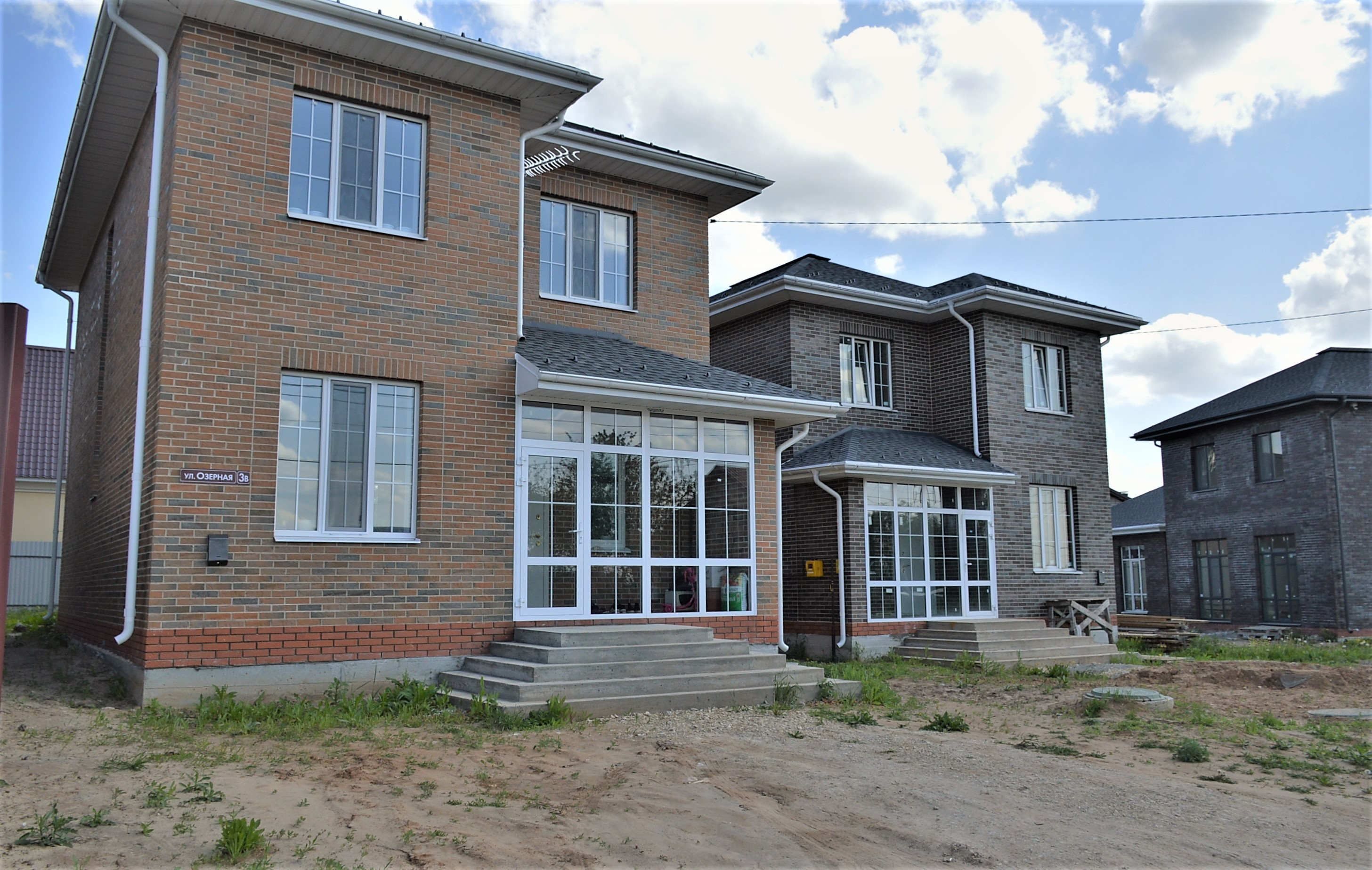
Плотная коммерческая коттеджная застройка

## Уличная сеть
Всего в границах посёлка Константиновка и по его периметру имеется 56 улиц, из которых одна именуется трактом, восемь — переулками. Две улицы посёлка имеют одинаковые названия — Лесная; одна расположена на его северо-восточной окраине, другая — на северо-западной.  
Из 56 улиц Константиновки одна — Вересковый переулок — полностью лишена домовладений (все дома, находящиеся вдоль этого переулка, имеют адресацию по соседним улицам). Также не имеет адресации среди поселковых домовладений проходящая вдоль юго-западной границы Константиновки улица Натана Рахлина, но по ней адресуются многоквартирные дома соседнего высотного жилого комплекса «Светлая Долина». Только одно домовладение с собственной адресацией имеет переулок Овражный.   
| Список улиц посёлка Константиновка                     | Список улиц посёлка Константиновка | Список улиц посёлка Константиновка                      | Список улиц посёлка Константиновка                                          | Список улиц посёлка Константиновка |
| Название улицы                                         | Фотоизображение                    | Вариант адресной таблички                               | Документ, которым утверждено название                                       | Происхождение названия |
| ------------------------------------------------------ | ---------------------------------- | ------------------------------------------------------- | --------------------------------------------------------------------------- | --- |
| Амурская улица                                         |                                    |                                                         | Постановление руководителя Исполкома г. Казани от 30 мая 2008 года № 2468   | Амур — река на Дальнем Востоке России. |
| Беловежская улица                                      |                                    |                                                         | Решение Казанской городской думы от 17 мая 2007 года № 20-17                | Беловежская пуща — национальный парк в Белоруссии. Возможно, улица названа в память Беловежских соглашений 8 декабря 1991 года, на основании которых был распущен СССР и создано СНГ.                                                 |
| Белозёрская улица                                      |                                    |                                                         | Решение Казанской городской думы от 17 мая 2007 года № 20-17                | Белое озеро — озеро в России, в Вологодской области. |
| Белокаменная улица                                     |                                    |                                                         | Решение Казанской городской думы от 17 мая 2007 года № 20-17                | Белый камень (известняк). Вероятно, улица названа в память промысла, существовавшего в окрестностях села Царицыно, деревень Аки и Константиновки — добычи из известняков пермской системы бутового камня.                             |
| Берёзовая улица                                        |                                    |                                                         | Постановление руководителя Исполкома г. Казани от 30 мая 2008 года № 2468   | Берёза — род листопадных деревьев семейства Берёзовые; распространённая порода деревьев в окрестностях Константиновки. |
| Беркутова переулок                                     |                                    |                                                         | Решение Казанской городской думы от 17 мая 2007 года № 20-17                | Беркутов Фёдор Иванович (1890—1929) — организатор колхоза в селе Чебакса, расстрелянный местными кулаками. |
| Беркутова улица                                        |                                    |                                                         | Решение Казанской городской думы от 17 мая 2007 года № 20-17                | То же, что и выше. |
| Бескрайняя улица                                       |                                    |                                                         | Постановление руководителя Исполкома г. Казани от 5 февраля 2018 года № 497 | Бескрайняя — не имеющая края, просторная. |
| Бирюсовая улица                                        |                                    |                                                         | —                                                                           | Бирюса — река в Восточной Сибири, в Иркутской области и Красноярском крае. |
| Ботаническая улица                                     |                                    |                                                         | —                                                                           | Вероятно, улица названа в честь зооботанического сада Казанского университета, который должен был появиться к западу от Константиновки на землях, выделенных в 1984 году; сейчас на этом месте посёлок «Университетский городок КФУ». |
| Вересковый переулок                                    |                                    | Нет домов с адресацией по данному переулку              | —                                                                           | Вереск — род цветковых растений семейства Вересковые; распространённое растение в окрестностях Константиновки. |
| Вишнёвая улица                                         |                                    |                                                         | —                                                                           | Вишня — древесное садовое растение рода Слива. |
| Дачная улица                                           |                                    |                                                         | Постановление руководителя Исполкома г. Казани от 30 мая 2008 года № 2468   | Вероятно, название улицы связано с тем, что она пролегает вдоль дачных участков садоводческого товарищества «Овощник—1». |
| Заречная улица                                         |                                    |                                                         | Постановление руководителя Исполкома г. Казани от 30 мая 2008 года № 2468   | Заречная — за рекой. Улица находится за речкой Вертелевка, на противоположной стороне от исторической части Константиновки. |
| Зелёная улица                                          |                                    |                                                         | —                                                                           | Зелёная — то же, что и озеленённая, засаженная зелёными насаждениями. В реальности эта улица не соответствует своему названию, так как бедна древесной и прочей растительностью.                                                      |
| Извилистая улица                                       |                                    |                                                         | Решение Казанской городской думы от 17 мая 2007 года № 20-17                | Извилистая — изогнутая, с многочисленными изгибами. В реальности эта улица не соответствует своему названию, так как имеет лишь один поворот на 90°.                                                                                  |
| Извилистый переулок                                    |                                    |                                                         | Решение Казанской городской думы от 17 мая 2007 года № 20-17                | Извилистый — изогнутый, с многочисленными изгибами. В реальности этот переулок не соответствует своему названию, так как имеет лишь один поворот на 90°.                                                                              |
| Изумрудная улица                                       |                                    |                                                         | Решение Казанской городской думы от 17 мая 2007 года № 20-17                | Изумруд — драгоценный камень берилловой группы зелёного цвета. |
| Интернациональная улица                                |                                    |                                                         | Постановление руководителя Исполкома г. Казани от 30 мая 2008 года № 2468   | Интернациональная — то же, что и международная. |
| Казанская улица                                        |                                    |                                                         | —                                                                           | Казань — город в России, столица Татарстана. |
| Кленовая улица                                         |                                    |                                                         | —                                                                           | Клён — род древесных растений семейства Сапиндовые. |
| Крылатская улица                                       |                                    |                                                         | Постановление руководителя Исполкома г. Казани 14 ноября 2008 года № 9576   | Крылатка — сухой плод, представляющий собой модифицированный орех (семянка) с «крылом». |
| Лесная улица (северо-восточная окраина Константиновки) |                                    |                                                         | Постановление руководителя Исполкома г. Казани от 30 мая 2008 года № 2468   | Улица находится недалеко от Константиновского леса. |
| Лесная улица (северо-западная окраина Константиновки)  |                                    |                                                         | —                                                                           | Улица пролегает вблизи лесного массива. |
| Малахитовая улица                                      |                                    |                                                         | Решение Казанской городской думы от 17 мая 2007 года № 20-17                | Малахит — минерал зелёного цвета, используемый как поделочный камень. |
| Мамадышский тракт                                      |                                    |                                                         | Протокол комиссии Казанского городского совета от 2 ноября 1927 года б/н    | Мамадыш — город в Татарстане. Название тракта указывает на его направление из Казани в сторону Мамадыша. |
| Миляшле переулок                                       |                                    |                                                         | —                                                                           | Миляшле (Миләшле) — в переводе с татарского «Рябиновый», то есть Рябиновый переулок; рябина — распространённое в Казани декоративное древесное растение.                                                                              |
| Миляшле улица                                          |                                    |                                                         | —                                                                           | То же, что и выше. |
| Мира улица                                             |                                    |                                                         | Постановление руководителя Исполкома г. Казани от 30 мая 2008 года № 2468   | Мир — в значении «отсутствие войны». |
| Мостовой переулок                                      |                                    |                                                         | Постановление руководителя Исполкома г. Казани от 30 мая 2008 года № 2468   | Название переулка отражает его направление к мосту / от моста через речку Вертелевка. |
| Натана Рахлина улица                                   |                                    | В Константиновке нет домов с адресацией по данной улице | Решение Казанской городской думы от 24 октября 2012 года № 30-17            | Рахлин, Натан Григорьевич (1906—1979) — бывший главный дирижёр и художественный руководитель Государственного симфонического оркестра Татарской АССР.                                                                                 |
| Ноксинская улица                                       |                                    |                                                         | —                                                                           | Нокса — река, левый приток реки Казанка. Улица пролегает недалеко от русла Ноксы. |
| Овощеводов улица                                       |                                    |                                                         | Постановление руководителя Исполкома г. Казани от 30 мая 2008 года № 2468   | Вероятно, название улицы связано с тем, что её восточный конец подходит к территории садоводческого товарищества «Овощник—1». |
| Овражная улица                                         |                                    |                                                         | Постановление руководителя Исполкома г. Казани от 30 мая 2008 года № 2468   | Западный конец улицы спускается к низине (оврагу), по которому течёт речка Вертелевка. |
| Овражный переулок                                      |                                    |                                                         | —                                                                           | Переулок находится недалеко от оврага. |
| Односторонняя улица                                    |                                    |                                                         | Решение Казанской городской думы от 17 мая 2007 года № 20-17                | Возможно, название улицы отражает характер её первоначальной застройки — с одной стороны. |
| Озёрная улица                                          |                                    |                                                         | Постановление руководителя Исполкома г. Казани от 30 мая 2008 года № 2468   | Улица пролегает рядом с двумя небольшими безымянными озёрами. |
| Полевая улица                                          |                                    |                                                         | Постановление руководителя Исполкома г. Казани от 30 мая 2008 года № 2468   | Улица находится на месте, где прежде располагалось сельскохозяйственное поле. |
| Посадочная улица                                       |                                    |                                                         | Постановление руководителя Исполкома г. Казани от 30 мая 2008 года № 2468   | Улица пролегает вдоль лесопосадки, огибающей склон оврага. |
| Привольная улица                                       |                                    |                                                         | —                                                                           | Привольная — то же, что и свободная. |
| Садовая улица                                          |                                    |                                                         | Постановление руководителя Исполкома г. Казани от 30 мая 2008 года № 2468   | Вероятно, название улицы связано с тем, что её восточный конец подходит к территории садоводческого товарищества «Овощник—1». |
| Северогорская улица                                    |                                    |                                                         | Постановление руководителя Исполкома г. Казани от 30 мая 2008 года № 2468   | Происхождение названия не установлено. |
| Советская улица                                        |                                    |                                                         | Постановление руководителя Исполкома г. Казани от 30 мая 2008 года № 2468   | Улица названа в честь советской власти; распространённое название улиц в населённых пунктах России со времён существования СССР. |
| Солнечная улица                                        |                                    |                                                         | Постановление руководителя Исполкома г. Казани от 30 мая 2008 года № 2468   | Солнечная — то же, что и светлая. |
| Строителей улица                                       |                                    |                                                         | Постановление руководителя Исполкома г. Казани от 30 мая 2008 года № 2468   | Название, отражающее профессиональную деятельность в сфере строительства. |
| Татарстан улица                                        |                                    |                                                         | Постановление руководителя Исполкома г. Казани от 30 мая 2008 года № 2468   | Татарстан — республика, субъект Российской Федерации. |
| Тукаевская улица                                       |                                    |                                                         | Постановление руководителя Исполкома г. Казани от 30 мая 2008 года № 2468   | Габдулла Тукай (1886—1913) — татарский народный поэт, литературный критик, общественный деятель. |
| Хансувар улица                                         |                                    |                                                         | Постановление руководителя Исполкома г. Казани от 30 мая 2008 года № 2468   | Происхождение названия не установлено. |
| Центральная улица                                      |                                    |                                                         | —                                                                           | Улица является главной (центральной) транспортной артерией на территории бывшего посёлка ИЖС Ассоциации «Агроинвестор», ставшего западной частью жилого массива Константиновка.                                                       |
| Школьная улица                                         |                                    |                                                         | Постановление руководителя Исполкома г. Казани от 30 мая 2008 года № 2468   | Название дано по школе, располагавшейся примерно с 1930-х годов в бывшем доме кулака Алексея Фёдоровича Булыгина, который стоял на этой улице.                                                                                        |
| Школьный переулок                                      |                                    |                                                         | Постановление руководителя Исполкома г. Казани от 30 мая 2008 года № 2468   | Название дано в честь школы (без привязки к конкретному учебному заведению). |
| Южная улица                                            |                                    |                                                         | —                                                                           | Улица находится в южной (юго-западной) части Константиновки. |
| Южногорская улица                                      |                                    |                                                         | Постановление руководителя Исполкома г. Казани от 30 мая 2008 года № 2468   | Происхождение названия не установлено. |
| Юности улица                                           |                                    |                                                         | Постановление руководителя Исполкома г. Казани от 30 мая 2008 года № 2468   | Юность — в значении «молодёжь». |
| Ягодный переулок                                       |                                    |                                                         | —                                                                           | Название, отражающее сельскохозяйственные культуры. |
| Ясеневая улица                                         |                                    |                                                         | —                                                                           | Ясень — род древесных растений из семейства Маслиновые. |

## Учебное и дошкольное заведения
На территории посёлка Константиновка действует одно общеобразовательное учебное заведение — средняя общеобразовательная школа № 47, основанная в 2001 году, а также одно дошкольное образовательное учреждение — детский сад № 148, функционирующий с 1978 года.
Исторически школьные учебные заведения существуют в Константиновке с 1885 года, когда здесь появилась земская школа. Школа существовала и в советский период, располагаясь в послевоенные годы в двух зданиях: одно было на улице Советской, второе — на улице Школьной, в бывшем доме богатого крестьянина Алексея Фёдоровича Булыгина (отсюда происходит и название улицы). В 1950-е годы для школы построили одноэтажное здание рядом с церковью Николая Чудотворца, которую также переоборудовали под учебные классы. К 2001 году рядом с одноэтажным зданием возвели новое четырёхэтажное, в котором разместилась школа № 47.
| Учебное и дошкольное заведения на территории посёлка Константиновка | Учебное и дошкольное заведения на территории посёлка Константиновка | Учебное и дошкольное заведения на территории посёлка Константиновка | Учебное и дошкольное заведения на территории посёлка Константиновка | Учебное и дошкольное заведения на территории посёлка Константиновка | Учебное и дошкольное заведения на территории посёлка Константиновка |
| Название и номер учебного / дошкольного заведения                   | Фотоизображение                                                     | Адрес                                                               | Год основания                                                       | Количество педагогов / воспитателей                                 | Количество учащихся / воспитанников                                 |
| ------------------------------------------------------------------- | ------------------------------------------------------------------- | ------------------------------------------------------------------- | ------------------------------------------------------------------- | ------------------------------------------------------------------- | ------------------------------------------------------------------- |
| Средняя общеобразовательная школа № 47                              |                                                                     | ул. Советская, 77А                                                  | 2001                                                                | 43                                                                  | 1007                                                                |
| Детский сад № 148                                                   |                                                                     | ул. Интернациональная, 11                                           | 1978                                                                | 8                                                                   | 116                                                                 |

## Учреждение культуры
Дом культуры «Константиновка» (ул. Интернациональная, 24А). Построен в 2018 году, открыт в конце декабря этого года. Здесь ведутся занятия по различным направлениям творчества — вокалу, хореографии, декоративно-прикладному искусству и др. В учреждении также функционирует библиотека.

## Храмы
В посёлке Константиновка действуют одна православная церковь и две мечети. 
Церковь Николая Чудотворца (ул. Советская, 77А, корп. 2). Решение о строительстве церкви было принято жителями деревни Константиновка в 1913 году. В 1918 году строительство церкви завершили, после чего она была освящена. В то время это было одноэтажное деревянное здание с куполом и колокольней, выстроенное в стиле эклектики. В советское время церковь действовала до 1941 года, после чего была закрыта. В дальнейшем её здание использовалось как зернохранилище, затем было передано местной школе. В 1956 году церковное строение пережило пожар, лишилось купола и колокольни. В 2003 году здание возвратили верующим, после чего начался процесс восстановления церкви. В 2013—2023 годах вместо утраченной деревянной колокольни была построена новая кирпичная. 
Мечеть «Ислам Нуры» (ул. Мира, 5А) — первая по времени появления мечеть посёлка Константиновка. Построена в 1999 году, когда посёлок был селом в составе Высокогорского района; строительство мечети велось под руководством Ядкара Ахатовича Баширова — бывшего заместителя генерального директора Производственного объединения «КАМАЗ» (1986—1989), мужа татарской и башкирской поэтессы Фирдаус Башировой. Мечеть построена в традициях татарской сельской культовой архитектуры. Это двухэтажное краснокирпичное здание с одноэтажным входным пристроем, крытое вальмовой крышей, на которой установлен одноярусный восьмигранный минарет, увенчанный высокой шатровой крышей. По периметру здания установлены окна: прямоугольные — на первом этаже, арочные — на втором этаже.      
Мечеть «Ярулла» (ул. Ноксинская, 32Д). Здание мечети построено в 2017—2019 годах. Оно представляет собой двухэтажное строение, возведённое из силикатного кирпича, стены которого с внешней стороны выложены облицовочным кирпичом светло-жёлтого цвета. Вход мечети оформлен в виде выступающего двухэтажного пристроя с одноэтажным крыльями с обеих сторон, над которым возвышается трёхъярусный восьмигранный минарет, увенчанный высокой шатровой крышей. К задней стене мечети примыкает одноэтажный хозяйственный пристрой. 

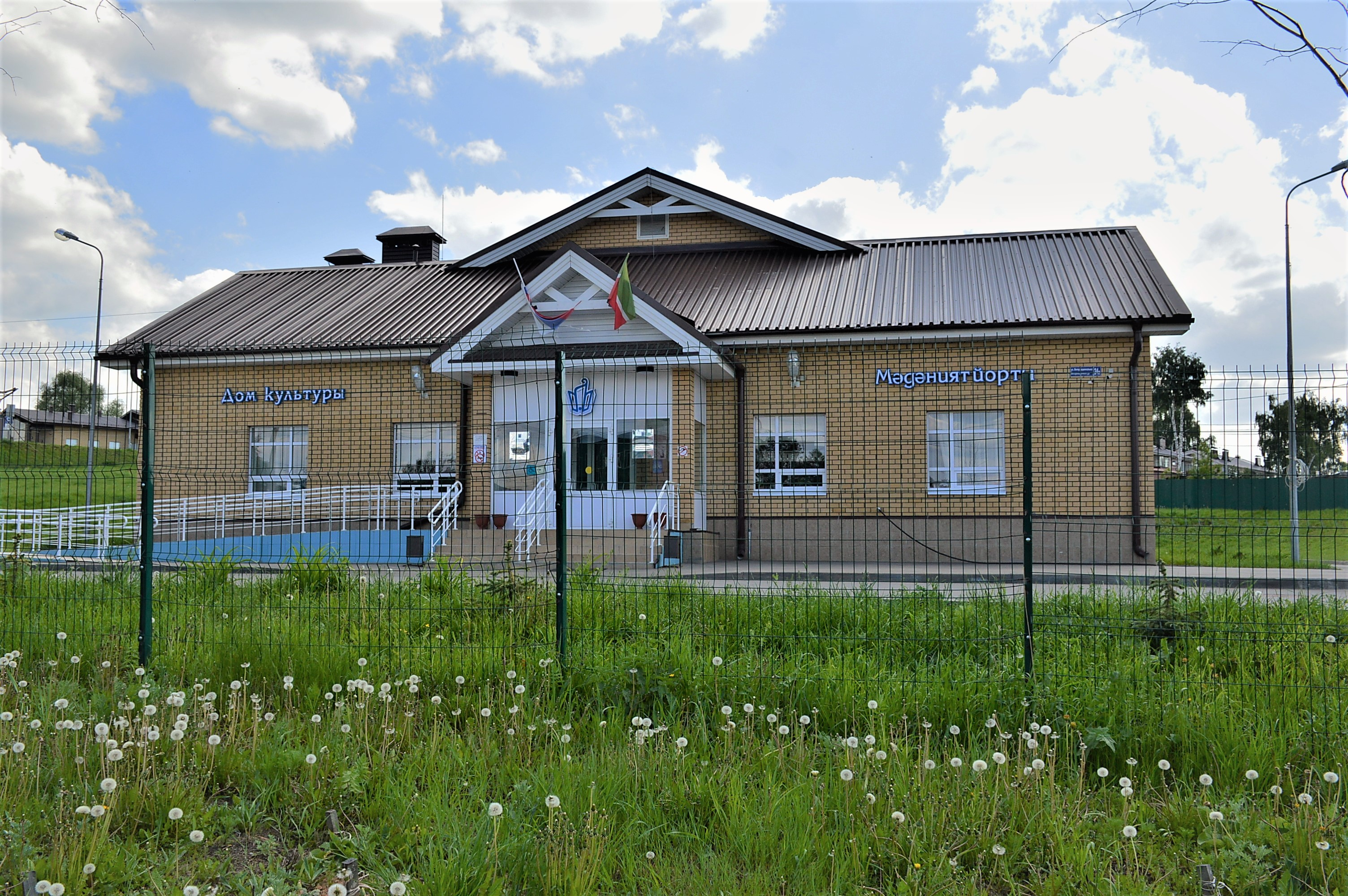
Дом культуры
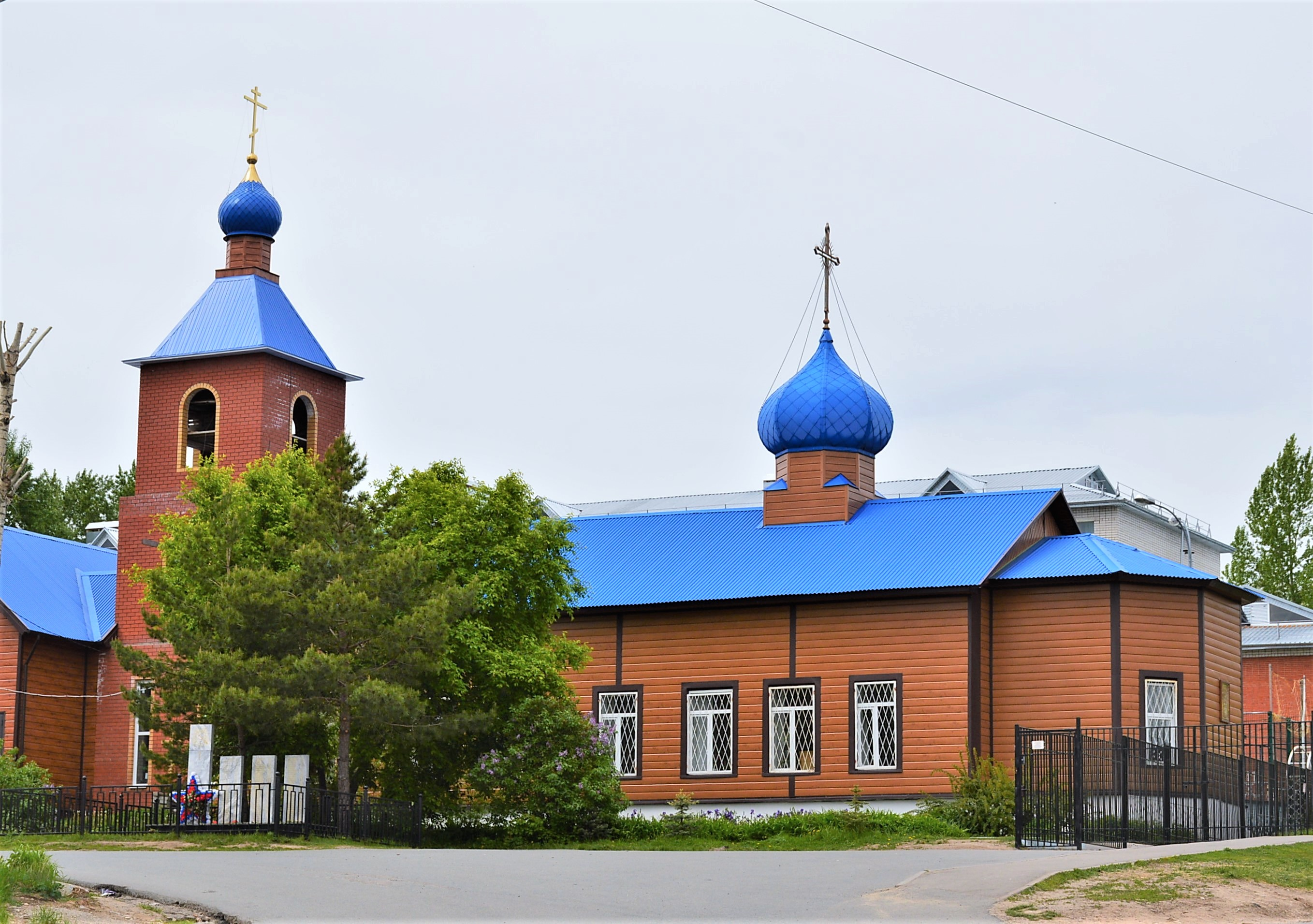
Церковь Николая Чудотворца
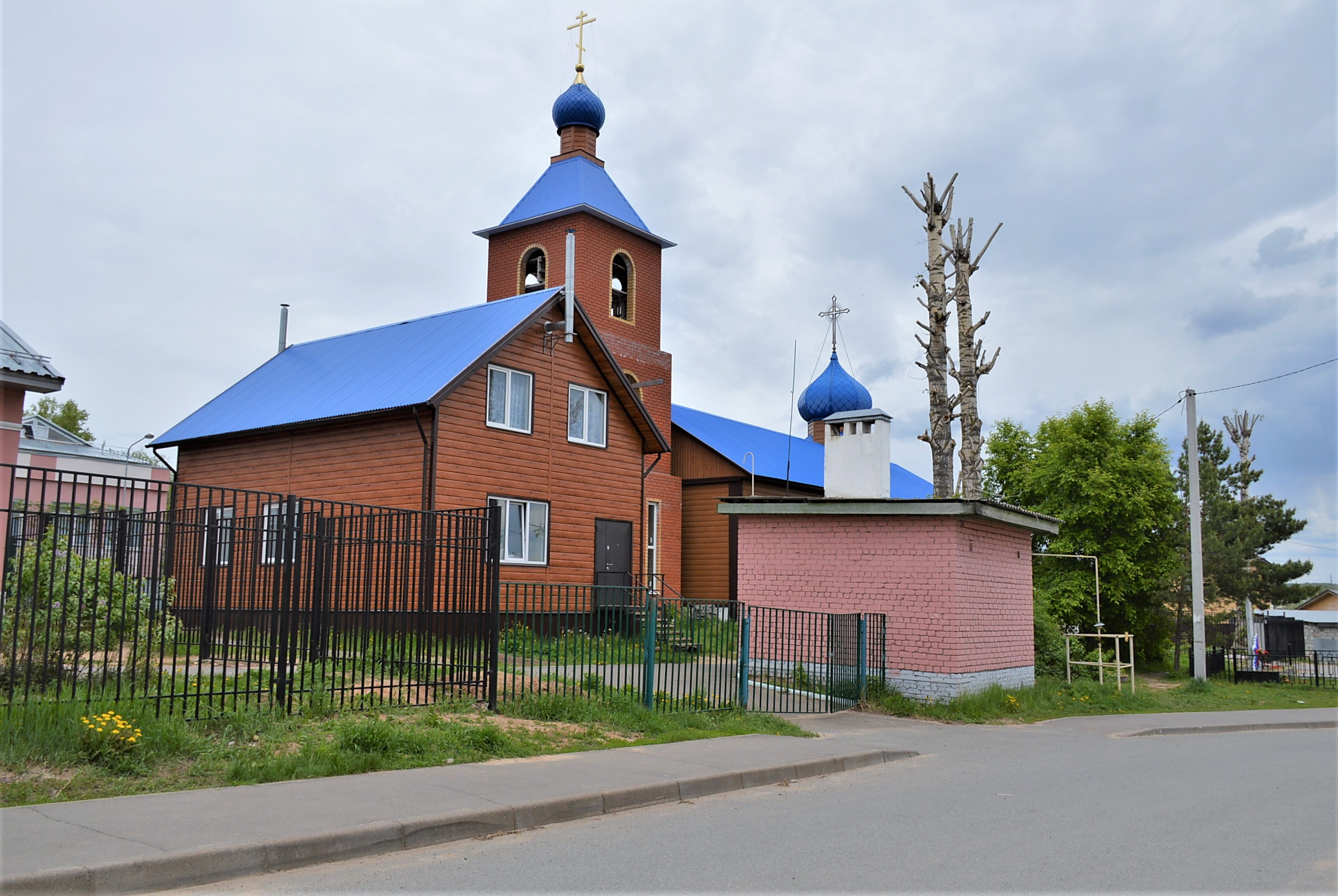
Приходской дом церкви Николая Чудотворца
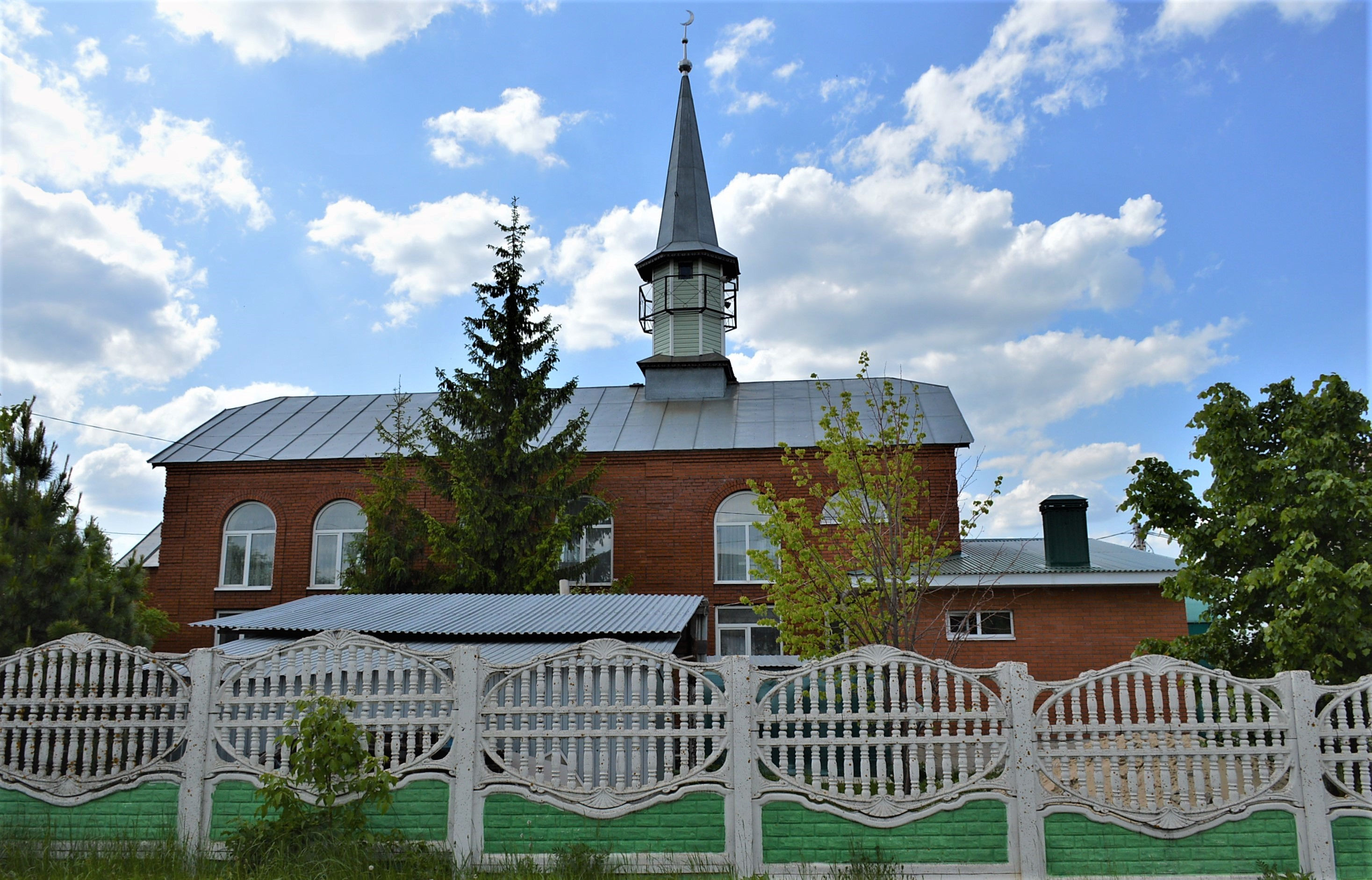
Мечеть «Ислам Нуры»
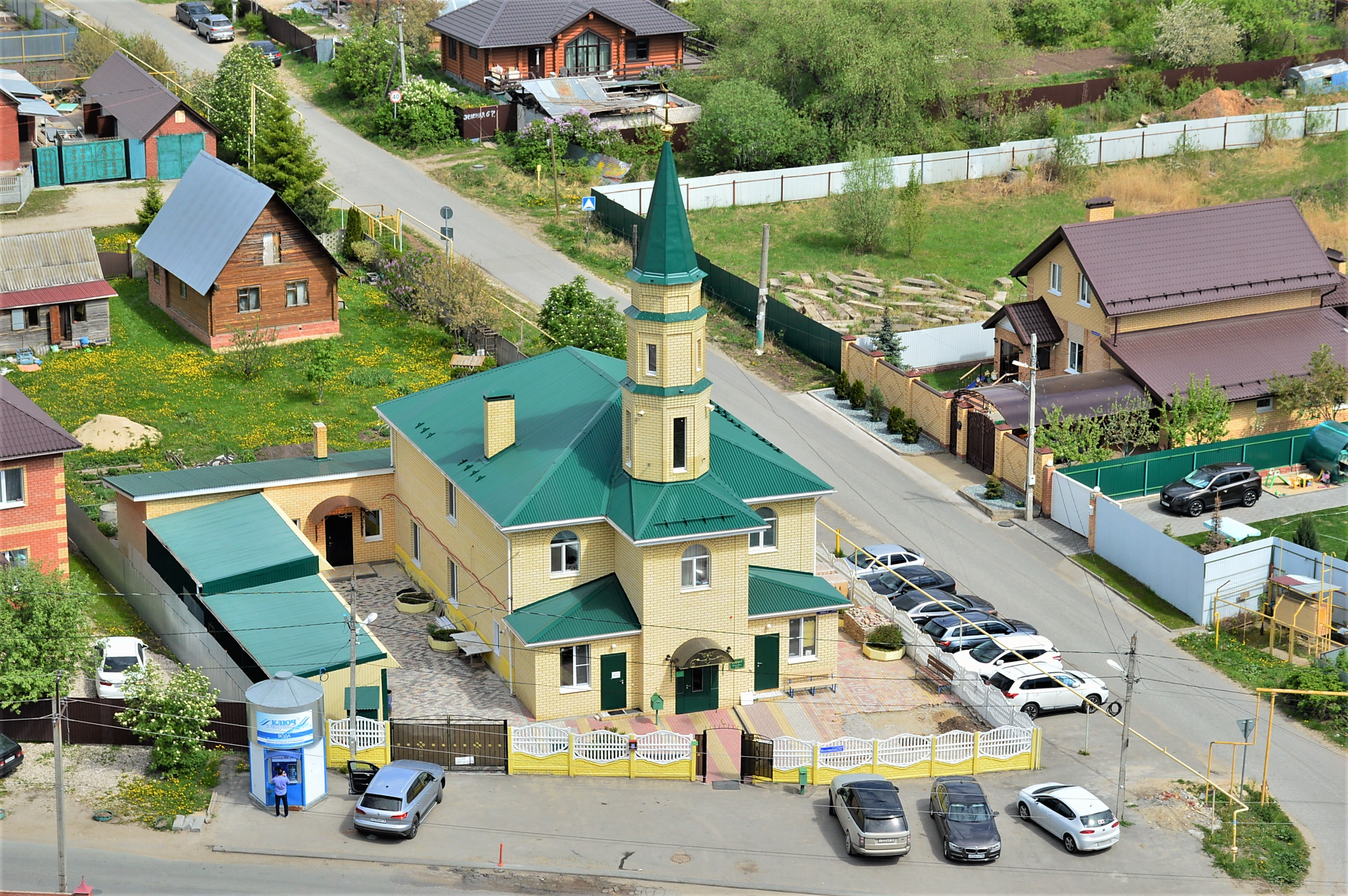
Мечеть «Ярулла»
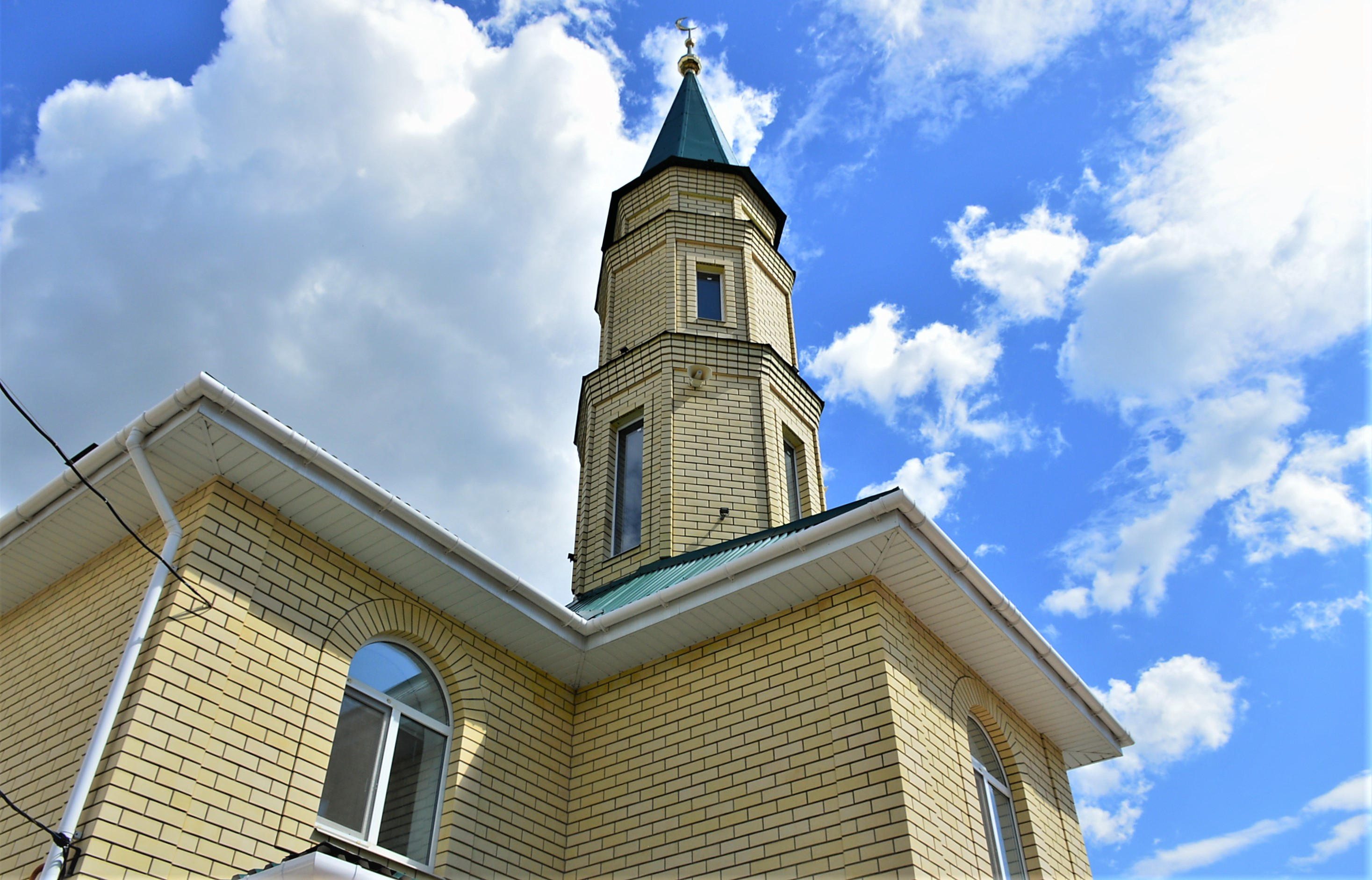
Минарет мечети «Ярулла»

## Памятник
Мемориал в память жителей села Константиновка, погибших в годы Великой Отечественной войны (1941—1945) (пер. Беркутова) — расположен в исторической части посёлка, перед церковью Николая Чудотворца. Мемориал представляет собой четыре стелы, установленные на общем постаменте. На более высокой левой стеле изображены Орден Отечественной войны, ниже — православный крест, ещё ниже выбита надпись — Вечная память погибшим воинам. На трёх других стелах выбиты фамилии и инициалы жителей села Константиновка, не вернувшихся с войны.

## Кладбище
Константиновское кладбище (ул. Привольная) — находится в исторической части посёлка, рядом со школой № 47 и церковью Николая Чудотворца; состоит из двух участков — православного и мусульманского. Решение о создании кладбища было принято на крестьянском сходе деревни Константиновка в 1913 году, когда местные жители ходатайствовали о строительстве церкви. С самого начала своего появления кладбище называлось Константиновским, но 3 ноября 2021 года власти Казани утвердили это название как официальное.

## Прочие объекты
- Казанское пассажирское автотранспортное предприятие № 9 (КПАТП—9) (ул. Заречная, 3А);
- Константиновское линейное производственное управление магистральных газопроводов (ЛПУМГ) ООО «Газпром трансгаз Казань» (Мамадышский тракт, 55);
- Отель «Кастро» (ул. Интернациональная, 1-1).

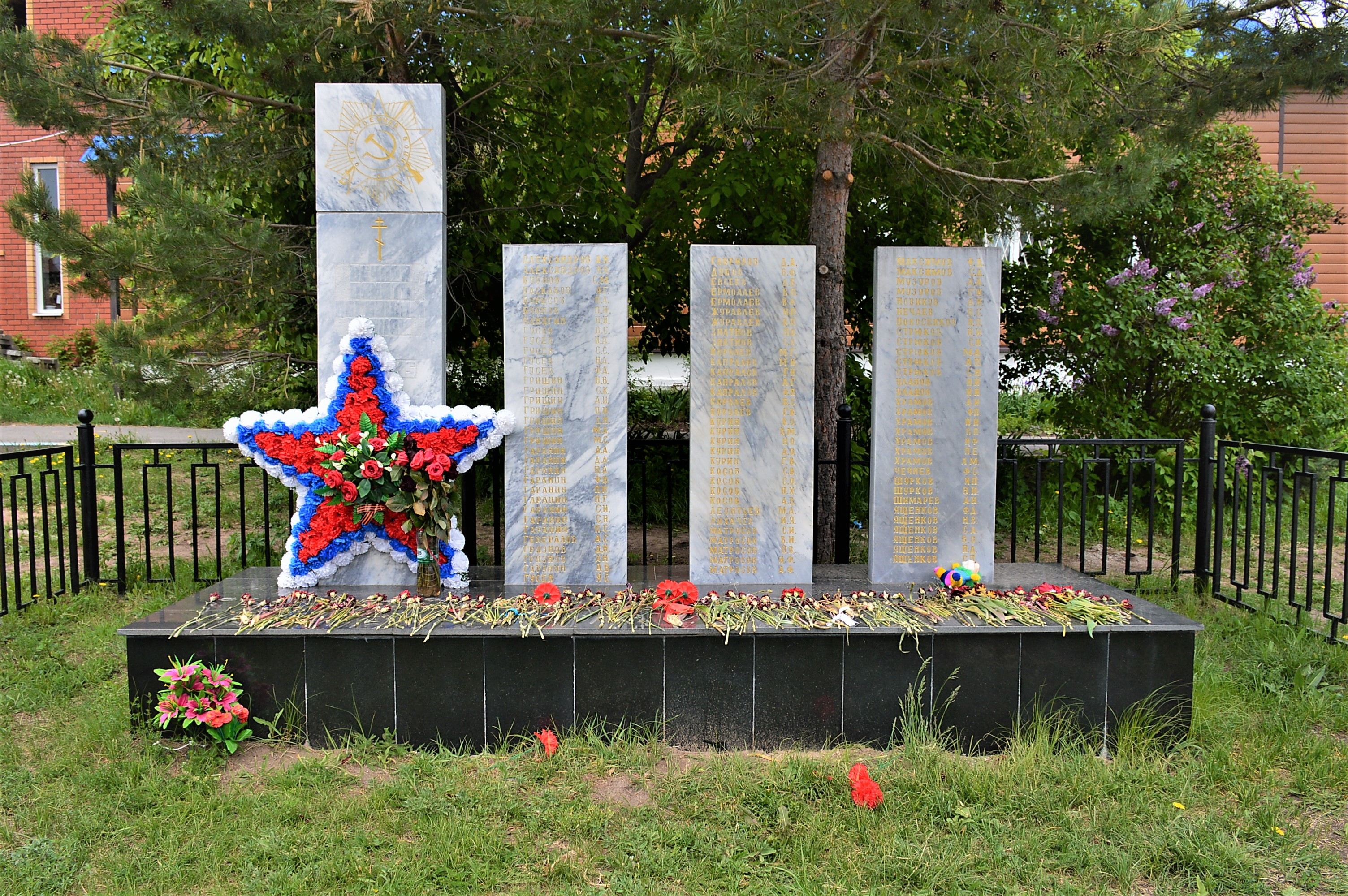
Мемориал в память жителей Константиновки, погибших в годы Великой Отечественной войны (1941—1945)
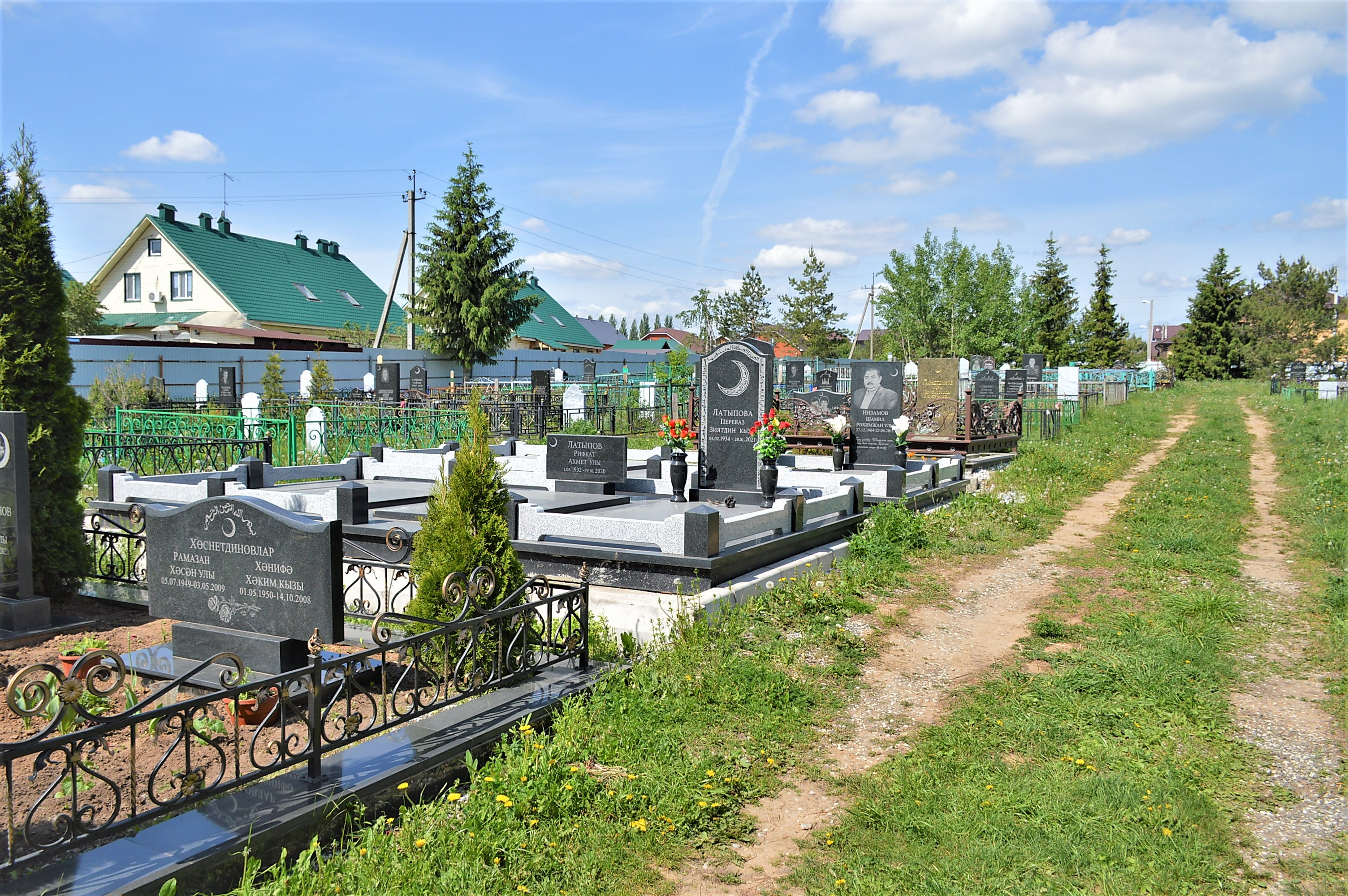
Мусульманский участок Константиновского кладбища
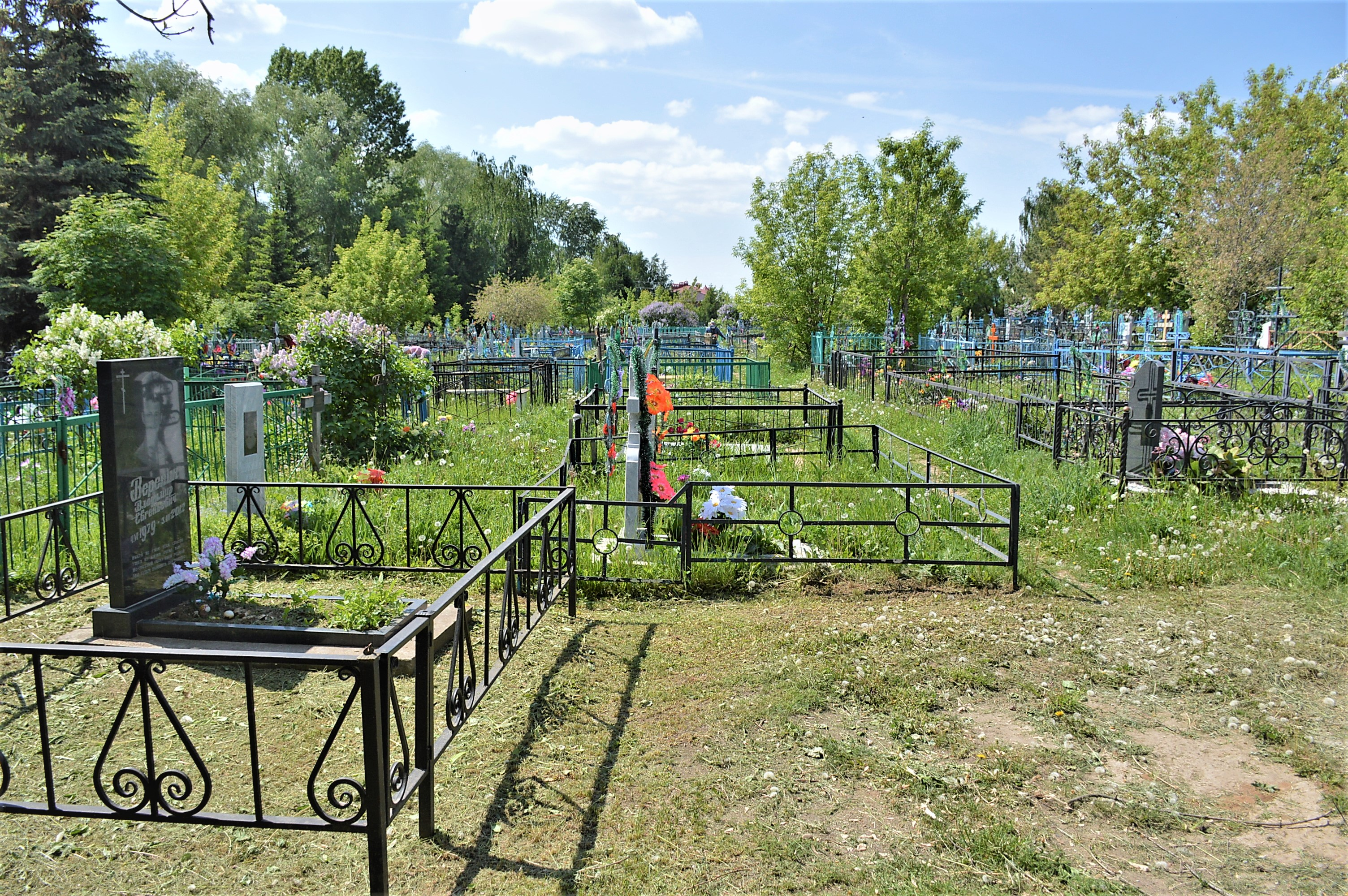
Православный участок Константиновского кладбища
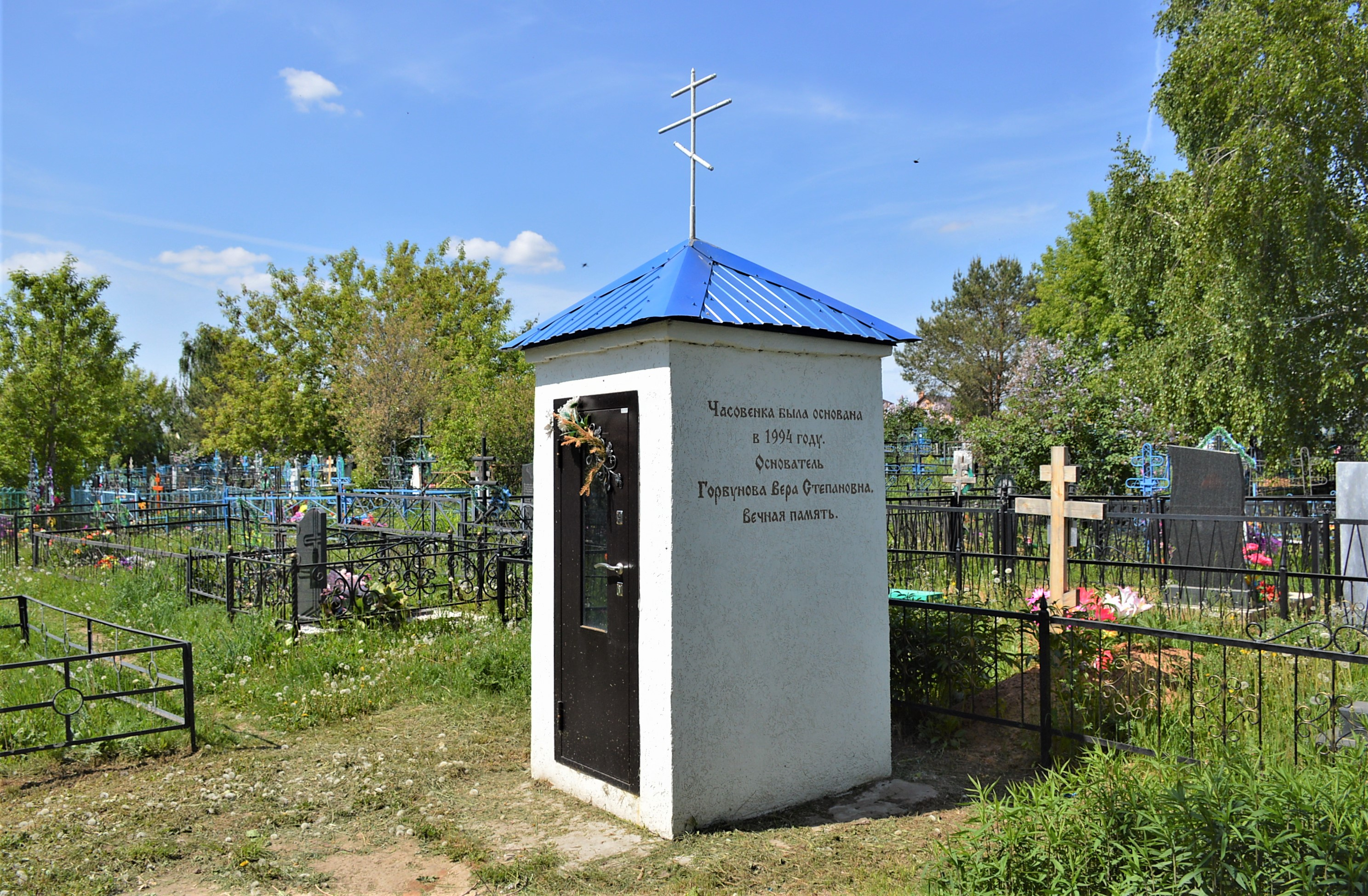
Часовня на Константиновском кладбище
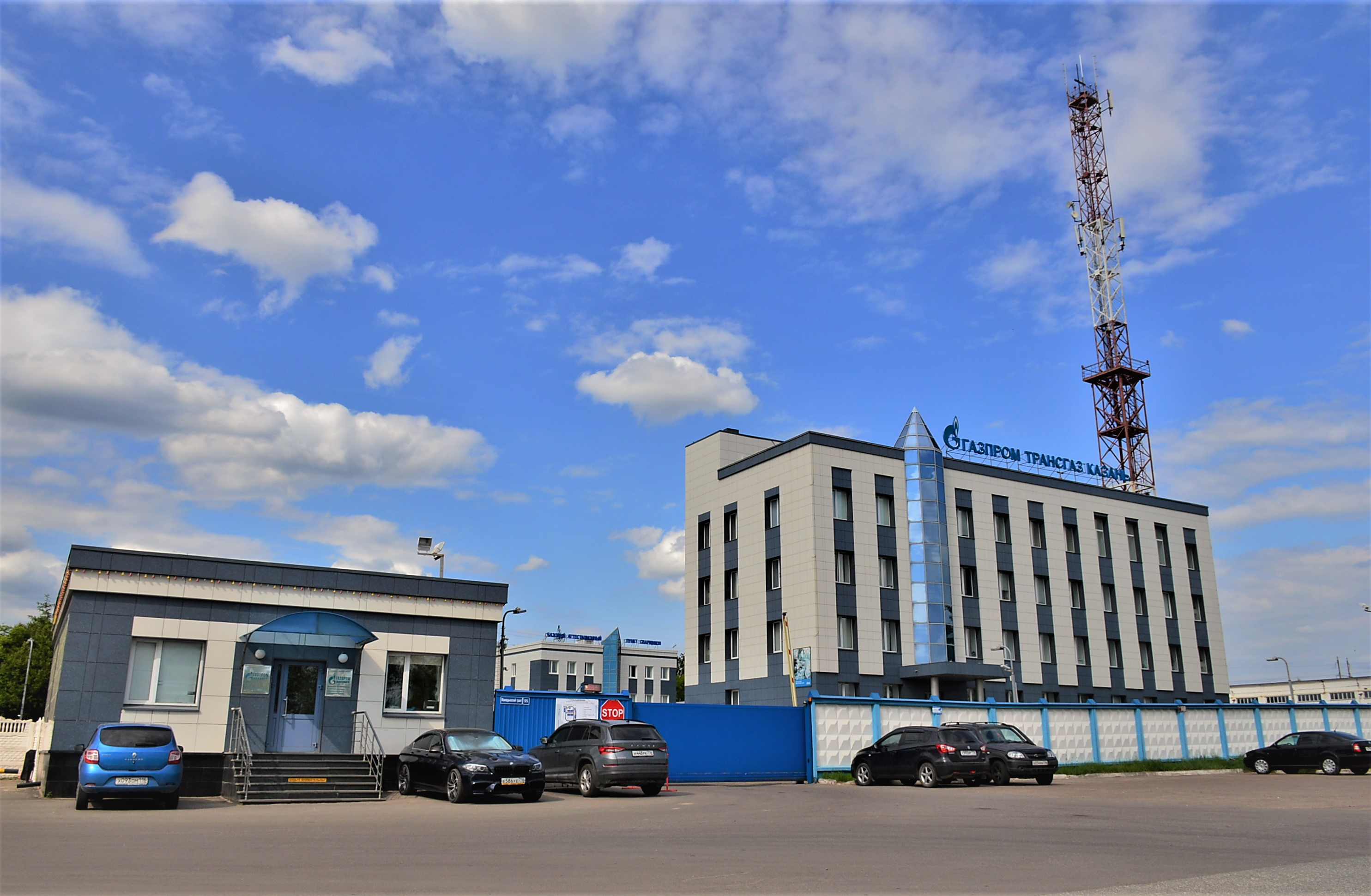
Константиновское ЛПУМГ
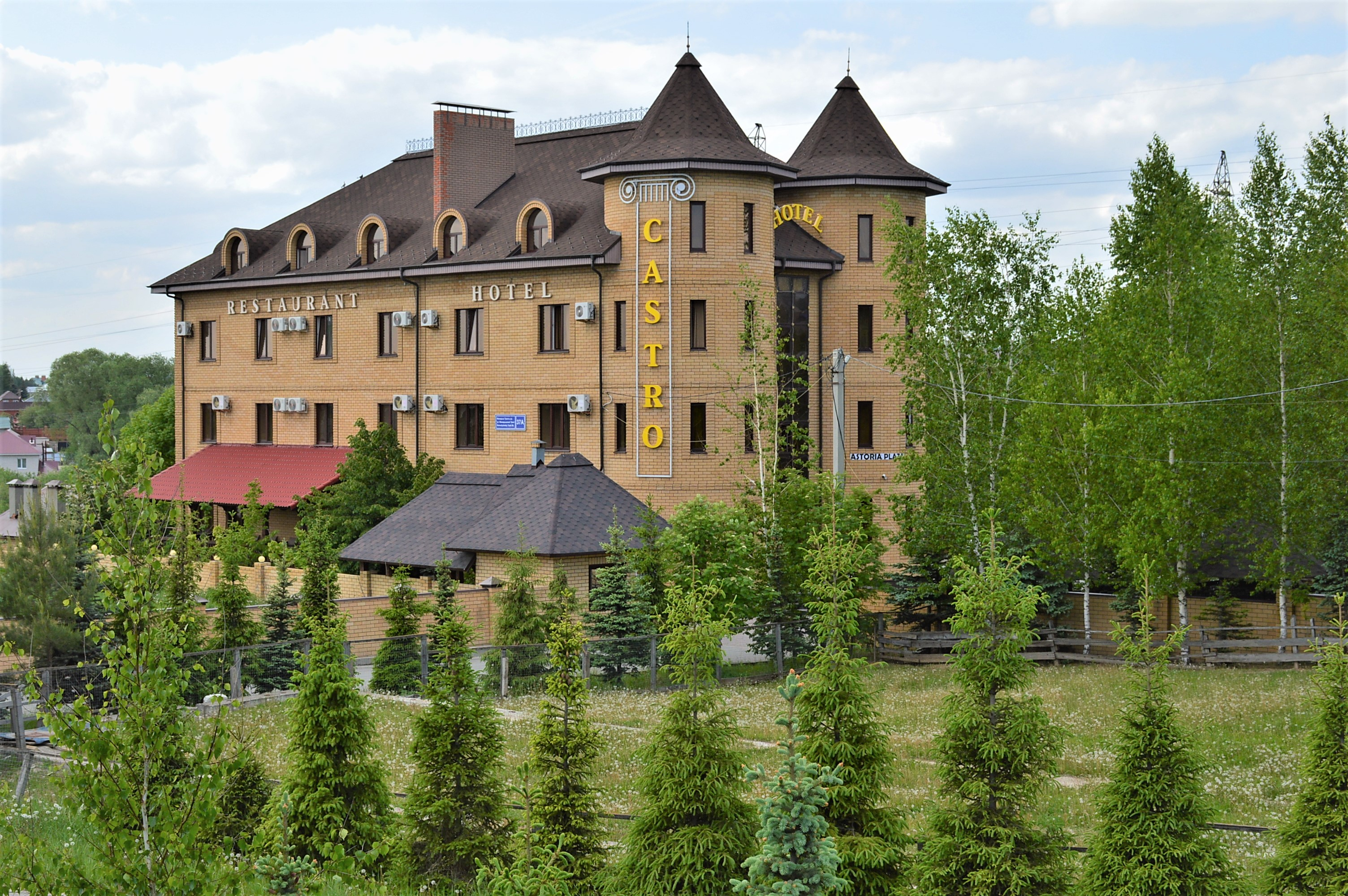
Отель «Кастро»